# Provincia de Alicante
Alicante (cooficialmente en valenciano: Alacant) es una provincia española. Se encuentra en el sureste de la península ibérica, el Levante español, y es la provincia más meridional y menos extensa de la Comunidad Valenciana (25,01 % de su territorio). No obstante, es la cuarta provincia más poblada del país, con 1 991 259 habitantes el 1 de enero de 2024, la quinta en densidad de población y la más densamente poblada de la Comunidad Valenciana. Su capital es la ciudad de Alicante y cuenta con 26 municipios de más de 20 000 habitantes, siendo una de las provincias con mayor grado de urbanización.
La provincia de Alicante limita al oeste con la Región de Murcia y la provincia de Albacete, al norte con la provincia de Valencia, al sur con la Región de Murcia y al este con el mar Mediterráneo.

## Historia

### Edad Antigua

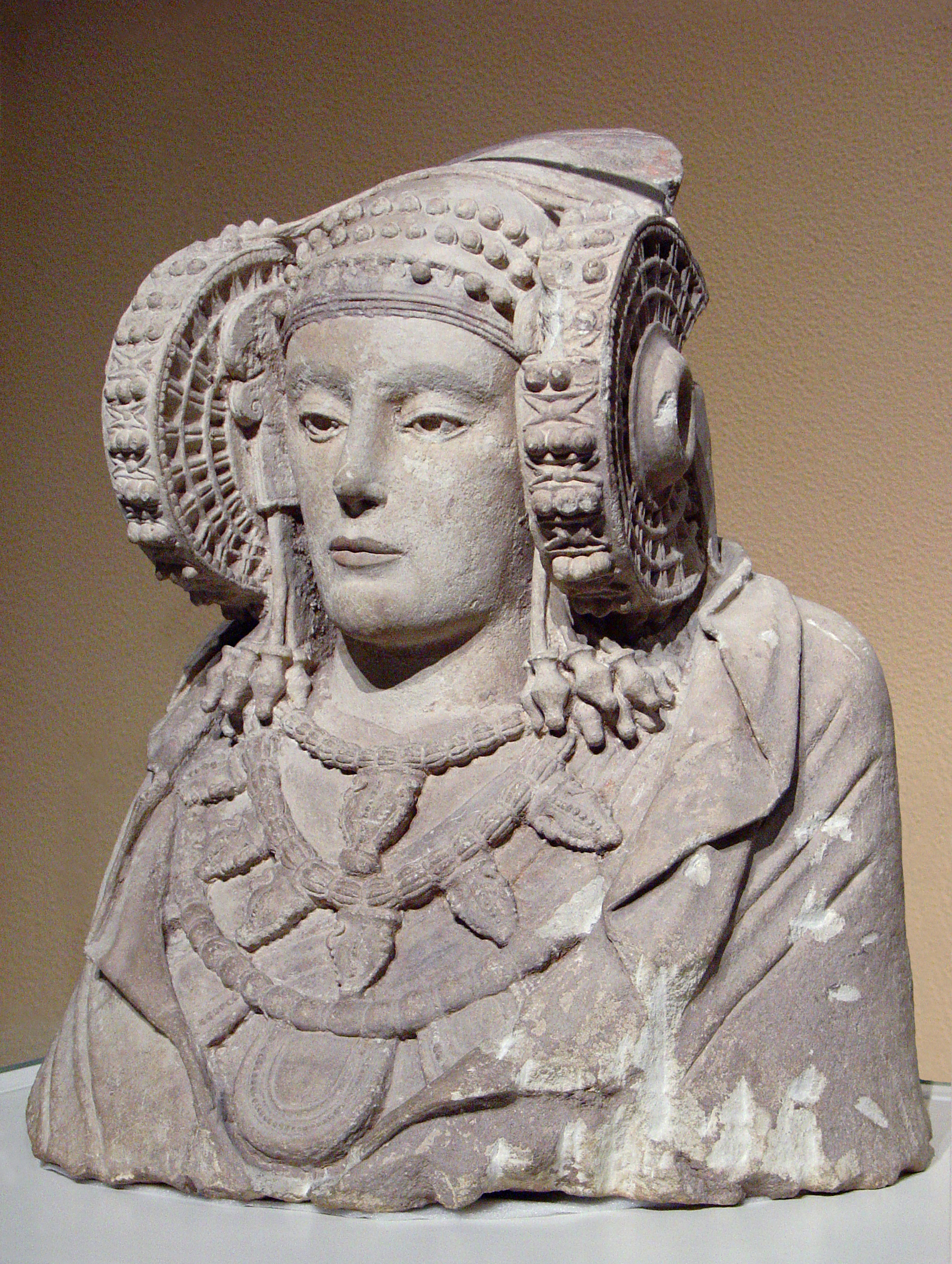
La Dama de Elche

Alicante, con sus fértiles vegas y sus prominentes salientes hacia el mar, siempre ha sido una tierra estratégica, que ha sido poblada y colonizada por todos los pueblos y culturas del Mediterráneo, teniendo así vestigios de ciudades construidas por íberos, griegos, romanos, fenicios y cartagineses.
Desde el siglo V a. C., se conocen algunas importantes ciudades íberas como Ilici y Elo, en las actuales Elche y Elda. Hay constancia de la situación igualmente de colonias griegas, tales como Akra Leuka, en la actual Alicante, Hemeroskopeion, estimada en la actual Denia, o la ciudad de Alonis, que podría encontrarse bajo Villajoyosa o Guardamar.
Durante el período romano, se renombraron o refundaron muchas ciudades. Lucentum (Alicante), Dianium (Denia) o Portus Ilicitanus (Santa Pola), son algunos ejemplos de asentamientos de la Hispania romana. Existe así mismo un yacimiento fenicio en la desembocadura del río Segura, en la ciudad de Guardamar.
Durante las guerras púnicas, Amílcar Barca situó en Akra Leuka (Alicante) su principal fuerte militar. Según cuenta la leyenda, el general cartaginés pereció en las inmediaciones de Helike, población que se presupone Elche, y que pudo fallecer ahogado en aguas del río Vinalopó, otrora navegable.

### Edad Media
Islamización
Sobre el año 718, la rápida colonización mahometana deja las tierras alicantinas bajo dominación omeya, que pertenecieron al todopoderoso Califato de Córdoba. En torno al año 1010, cuando se fragmenta el califato en los conocidos como Reinos de Taifas, el territorio aproximado que hoy forma la provincia de Alicante, pasa a conformar la Taifa de Denia, que vivirá momentos de esplendor independiente hasta que es conquistada por la Taifa de Zaragoza.
Reconquista
Con el Tratado de Almizra en 1244, se estipuló que la zona al sur de la línea imaginaria trazada por los municipios de Biar, Jijona, Busot y Villajoyosa era del Reino de Murcia (Corona de Castilla), hasta que con la Sentencia Arbitral de Torrellas del año 1304 quedó bajo la administración del Reino de Valencia y, por tanto, bajo la soberanía real de la Corona de Aragón. Dentro del Reino, constituía la demarcación de Ultra Saxonam (o más allá de Jijona). Desde el punto de vista administrativo, toda esta zona quedó bajo la Procuración General de Orihuela, que se convirtió en 1363 en Gobernación General. Las tierras del norte de la provincia quedaron bajo la lugartenencia Ultra Xucorum (o más allá del Júcar), dentro de la gobernación de Valencia.

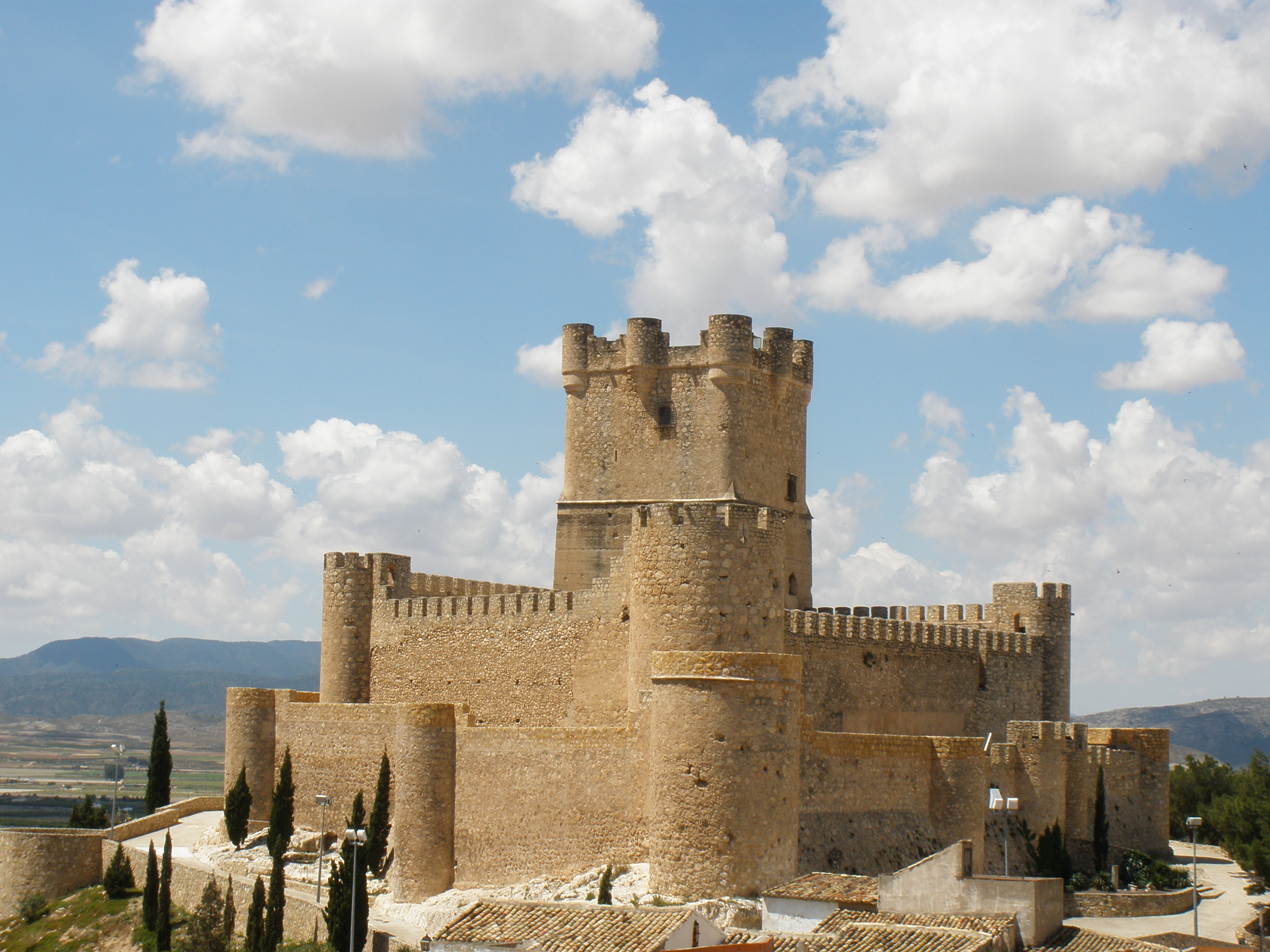
Castillo de Villena

Hacia 1609, alrededor del 40 % de la población provincial era de religión musulmana, llamados moriscos. Socialmente marginados, su distribución era bastante desigual, concentrándose principalmente en el Valle del Vinalopó, en importantes morerías como Elda, Monóvar, Novelda, Aspe, Elche y Crevillente, así como otras de relativa importancia en el norte de la provincia: Guadalest, Cocentaina, Muro, Benilloba y Vall de Gallinera. Por lo tanto, la expulsión de los moriscos, ese mismo año, produjo un gran vacío demográfico, prácticamente absoluto en algunas comarcas; nuevos pobladores vinieron a habitar sus tierras, provenientes de toda España, aunque en los valles del norte predominó la inmigración mallorquina, cuya isla natal se encontraba en aquel momento superpoblada. Menos afectados se vieron los núcleos donde predominaban los cristianos viejos como Orihuela, Alicante, Alcoy y Villena.

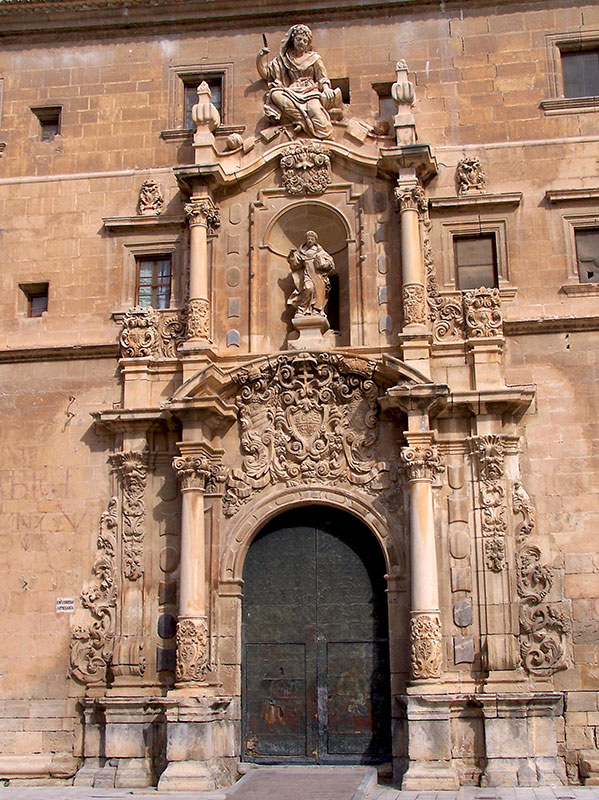
Universidad de Orihuela

Hasta finales del siglo XVII, toda la costa de la provincia estuvo azotada por las incursiones de piratas berberiscos, que obligaron a fortificar y a crear nuevos núcleos de población cristiana en la costa. En ocasiones, llegaron a tomar cautivos a todos los habitantes de pueblos enteros, como hicieron en Benidorm en 1448 o en Calpe en 1637. De la época quedan como testigo las numerosas viviendas con torre situadas en zonas de huerta próximas a la costa.

### Edad Moderna
Desde principios de la Edad Moderna, a partir del siglo XVII, se produjeron diversos pleitos entre Alicante y Orihuela por la capitalidad de la Gobernación que ganó Orihuela por su importancia histórica y su población numérica que superaba a la de Alicante con creces. Orihuela consiguió en 1564 erigirse en sede episcopal (separándose de la de Cartagena, de la que dependía hasta entonces la gobernación) y en 1547 se fundó en la capital de la Gobernación la real y Pontificia Universidad de Orihuela regentada por los dominicos, que estaría en funcionamiento hasta la 1835. Sin embargo, el ascenso de la ciudad de Alicante, puerto de salida de los productos de Castilla, hizo que, desde 1647, Alicante fuese la capital de la Bailía General.

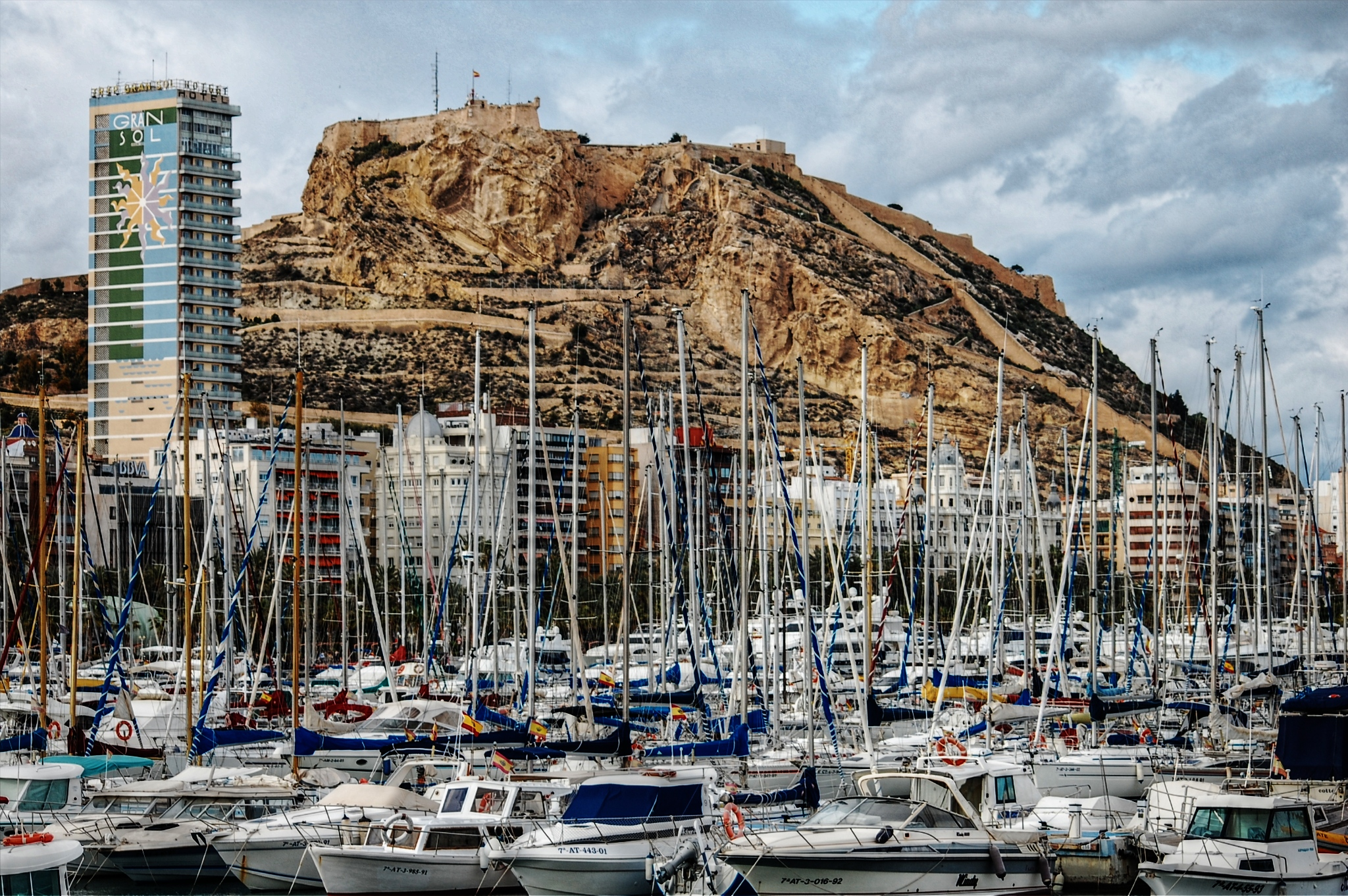
Castillo de Santa Bárbara, Alicante

Con el Decreto de Nueva Planta de Felipe V de 1707, se solucionó la rivalidad entre Orihuela y Alicante dividiendo la antigua Gobernación Ultra Saxonam en dos corregimientos, el de Alicante y el de Orihuela siguiendo ostentando Orihuela la Capitalidad de la Gobernación. El norte de la provincia se encontraba incluido, a partir de entonces, dentro de los corregimientos de Jijona, Alcoy y Denia. Desde la Ilustración, hubo varios proyectos de división provincial de España, superando las divisiones feudales del Antiguo Régimen; el primer intento serio fue el de Miguel Soler, elaborado entre 1799 y 1805, que sería posteriormente retomado por las Cortes de Cádiz, aunque la vuelta al absolutismo de Fernando VII frenó su desarrollo.

### Edad Contemporánea
En 1833 se realizó la primera división provincial española efectiva, liderada por Javier de Burgos. En el caso de la provincia de Alicante, se formó básicamente a partir de la antigua Gobernación Ultra Saxonam. A la que se añadirían por el norte la Hoya de Castalla, la Hoya de Jijona, la Serranía de Alcoy, la Marina, el Marquesado de Denia y los Valles de Pego. También se añadirían territorios de la extinta provincia de Játiva
Desde ese momento, la provincia de Alicante tuvo 202 municipios repartidos en los siguientes partidos judiciales: Albaida, Alcoy, Alicante, Altea, Callosa de Ensarriá, Callosa de Segura, Cocentaina, Denia, Elche, Gandía, Jijona, Monóvar, Novelda, Onteniente, Orihuela y Pego.  
Posteriormente, en 1836, por una Real Orden, se agregaron a Alicante el partido judicial de Villena (partido judicial de Almansa, provincia de Albacete) y el municipio de Sax (del partido judicial de Yecla, provincia de Murcia).  
A su vez, se segregaron los partidos judiciales de Onteniente, Albaida y Gandía, que pasaron definitivamente a la provincia de Valencia. Actualmente, estos partidos judiciales corresponden a las comarcas de la Vall d'Albaida y la Safor, con excepción de algunos municipios. Además, la provincia de Alicante incluía el término de Fuente la Higuera.
Desde finales del siglo XIX la industrialización provocó el crecimiento demográfico de numerosas localidades especializadas cada una en un producto: el calzado en Elche, Elda y Villena, el textil en Alcoy y su comarca, las alfombras en Crevillente, el chocolate en Villajoyosa, etc. A esto hay que sumarle el boom turístico a partir de la década de 1960 (milagro económico español (1959-1973)) lo que provocó un incremento demográfico excepcional de la provincia. Desde la creación de las autonomías forma parte de la Comunidad Valenciana.

## Geografía

### Orografía

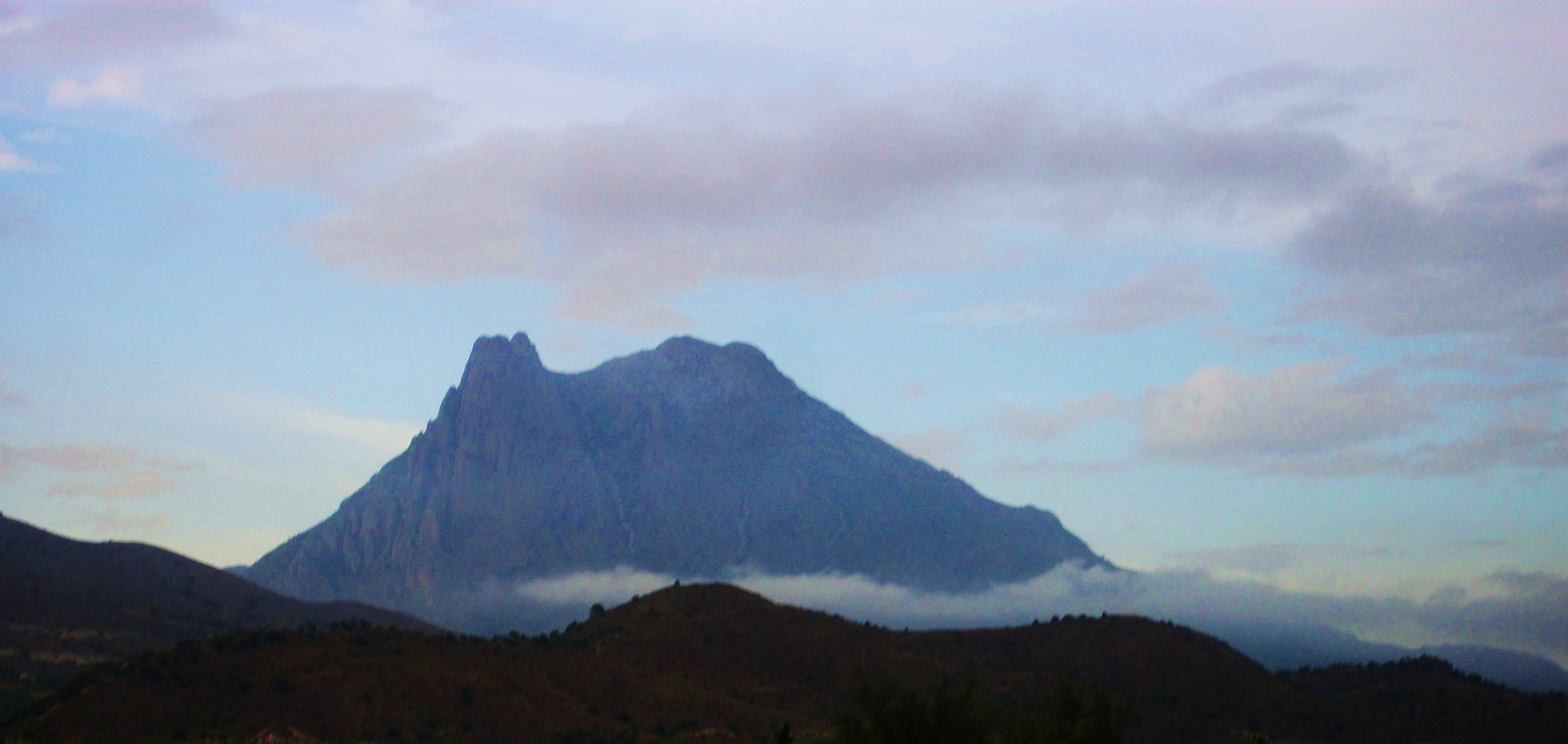
Puig Campana

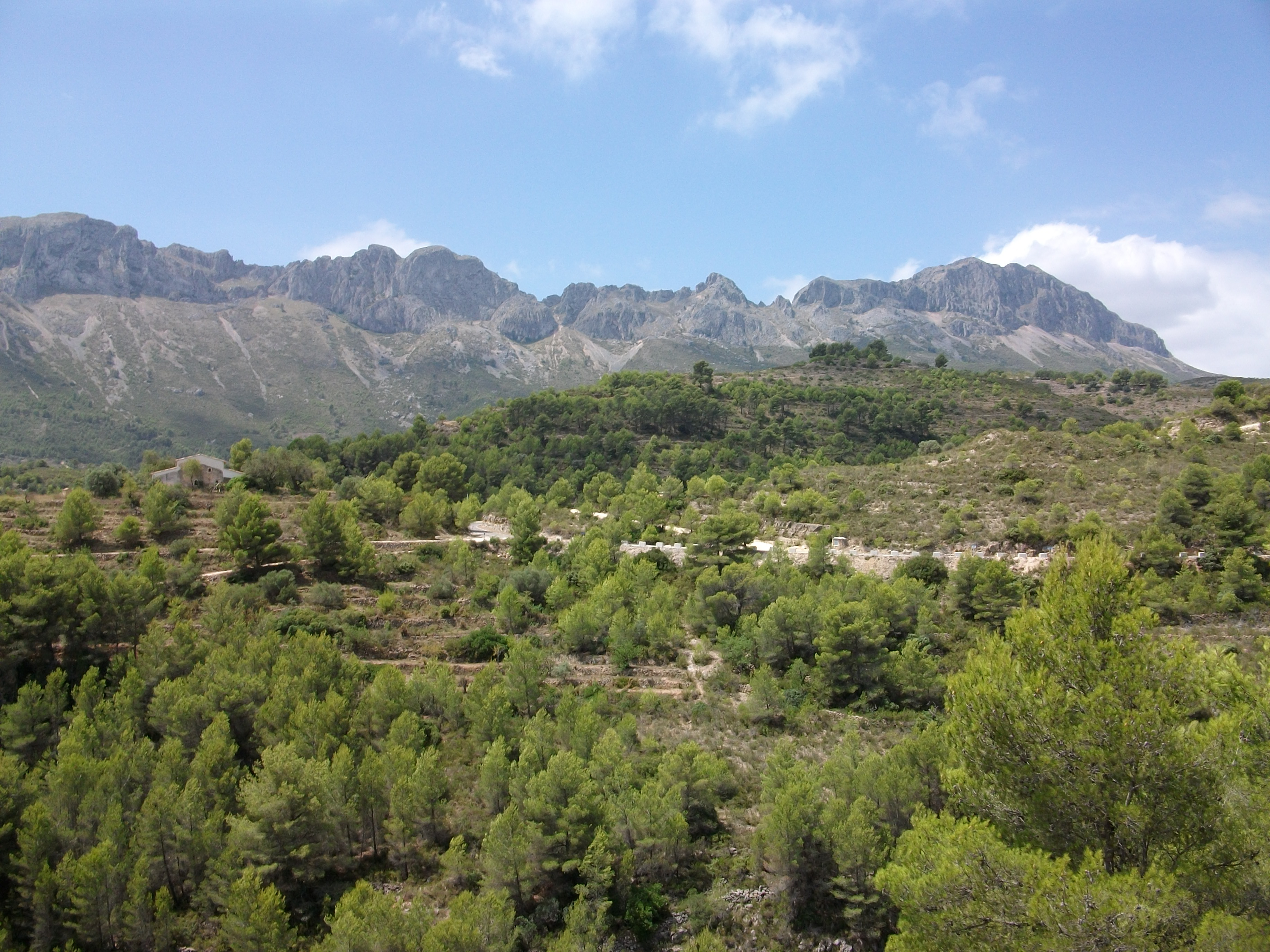
Sierra de Bernia

La provincia posee un relieve bastante montañoso y accidentado. Las 2/3 partes al norte están formadas por sierras y diversos valles fluviales, mientras que el 1/3 situado al sur, está formado por una gran llanura aluvial. Las montañas forman varias cadenas paralelas, dirigidas de suroeste a noreste y forman parte del sistema Bético. Las principales sierras alicantinas son las siguientes:
- Sierra de Aitana 1558 m s. n. m.
- Puig Campana 1410 m s. n. m.
- Sierra de Mariola 1400 m s. n. m.
- Sierra del Menejador 1356 m s. n. m.
- Sierra del Maigmó 1296 m s. n. m.
- Sierra de Salinas 1238 m s. n. m.
- Sierra de Bernia 1128 m s. n. m.
- Sierra del Cid 1127 m s. n. m.
- Sierra de Algayat 1087 m s. n. m.
- Sierra del Cabezón de Oro 1209 m s. n. m.
- Sierra de la Carrasqueta 1204 m s. n. m.
- Sierra de Crevillente 835 m s. n. m.

Las zonas llanas corresponden, sobre todo, a la zona sursudoeste, donde confluyen una llanura costera, la del Campo de Alicante, con dos llanuras aluviales, la del Bajo Vinalopó y la de la Vega Baja del río Segura. Todas ellas forman una fértil zona de vega y huertas, siendo una de las principales zonas de concentración agrícola de España.

### Hidrografía
Ríos
- El río Segura, que es el tercer río nacional en importancia de la vertiente mediterránea, atraviesa la provincia de Alicante en su extremo sur. Dicho río atraviesa casi sus últimos 40 km bajo el suelo de la Vega Baja, atravesando algunas ciudades como Orihuela y Rojales, antes de llegar a su desembocadura, formando un pequeño estuario en Guardamar del Segura.

- El río Vinalopó, es el río autóctono más importante, que recorre en sus casi 90 km la distancia que hay de norte a sur entre su nacimiento, en la Sierra de Mariola, y su desembocadura en el Mediterráneo, a través de un canal adulterado que atraviesa las Salinas de Santa Pola. Cuenta con 3 cursos afluentes, el río Marjal, la Acequia del Rey (canal de drenaje de la antigua Laguna de Villena) y el río Tarafa. Se nutre de una gran red de ramblas que drenan todas las sierras del Medio Vinalopó en época de lluvias. Atraviesa ciudades como Elda, Novelda y Elche.

- El río Serpis es el tercero en importancia, con 75 km de longitud. Nace cerca de la Font Roja, y tras atravesar la ciudad de Alcoy, discurre por una zona muy montañosa con grandes desfiladeros, dando lugar a espacios naturales como la albufera de Gayanes, hasta desembocar en Gandía. Cuenta con afluentes como el Barchell, el Molinar y el Vernisa, además de otros más pequeños.

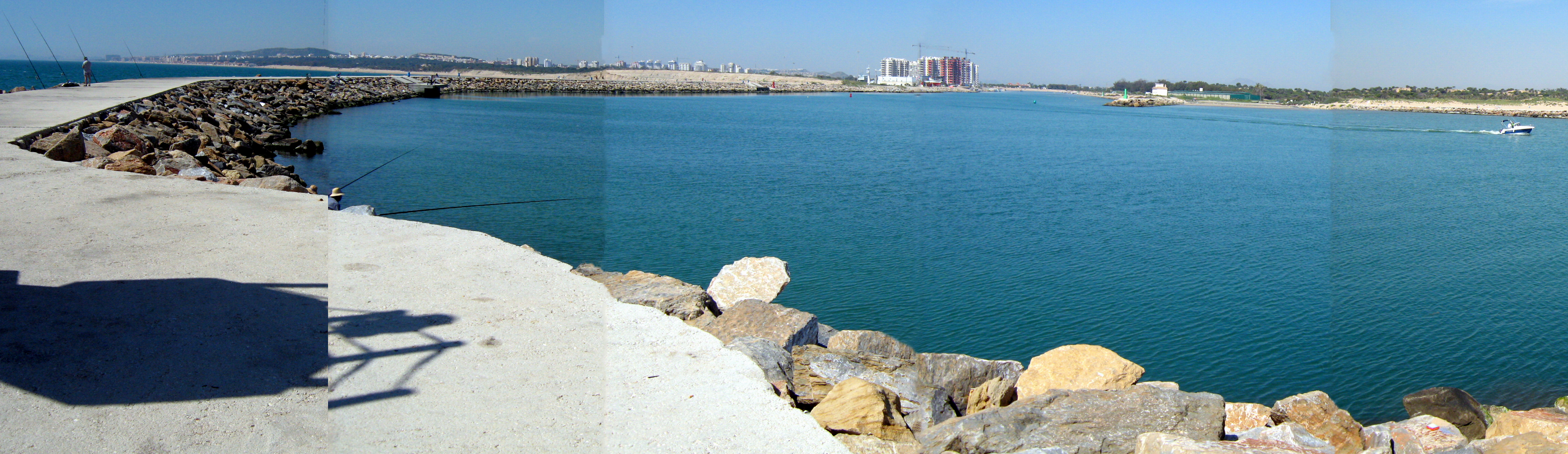
Estuario del Río Segura en Guardamar

Otros ríos importantes, que a su vez se nutren de otros varios afluentes, ramblas y nacimientos. Los principales son:
- Río Girona
- Río Gorgos
- Río Algar
- Río Amadorio
- Río Monnegre
- Rambla de las Ovejas
- Río Seco

Los ríos de la provincia suelen ser, en general cortos, debido a la cercanía de las montañas al mar, y de un caudal medio o escaso. Sin embargo cuentan con cuencas bastante amplias, ya que suelen experimentar grandes crecidas en épocas de lluvias torrenciales, que generan graves inundaciones.
Embalses

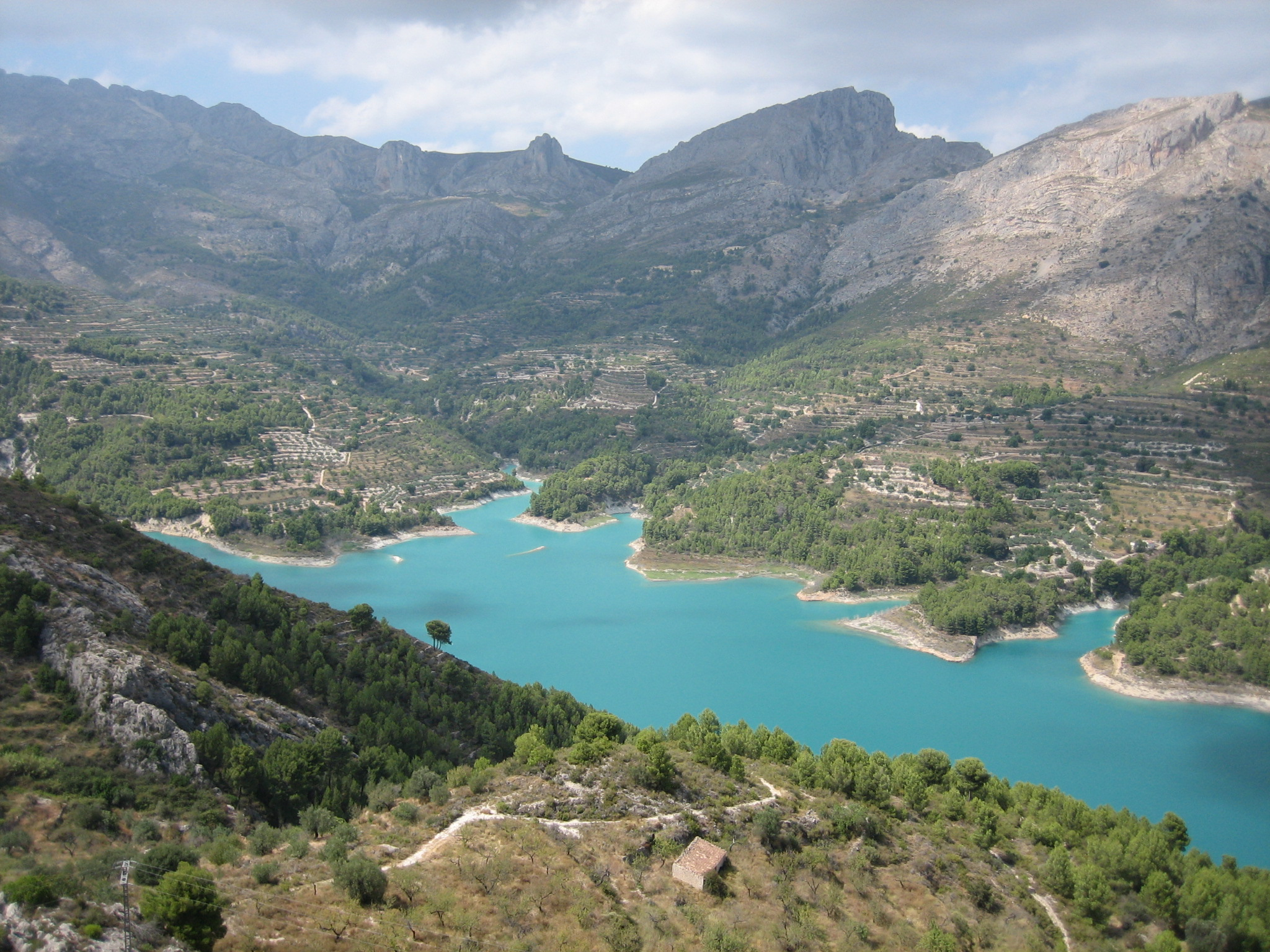
Embalse de Guadalest

Pese a que la provincia no cuenta especialmente con grandes ríos, ni gran caudal, sí se encuentran situados numerosos embalses de tamaño medio y pequeño, que aprovechan minuciosamente la orografía de nuestros valles para recaudar parte del caudal de agua. Varios de ellos cuentan con varios siglos de antigüedad, como por ejemplo el embalse de Tibi, que cuenta con la presa más antigua de Europa.
Algunos de los embalses más importantes son:
- Embalse de la Pedrera
- Embalse de Beniarrés
- Embalse de Amadorio
- Embalse de Guadalest
- Embalse de Crevillente
- Embalse de Isbert
- Embalse de Tibi
- Embalse de Elche
- Embalse de Elda
- Embalse de Relleu
- Embalse de San Diego de Villena

Lagunas
En las llanuras aluviales del sur de la provincia, así como en otras zonas costeras, se encuentran algunos terrenos pantanosos e inundables, que dan lugar a extensas lagunas y albuferas, generalmente de agua salada. La mayoría son zona de tránsito y nidificación para todo tipo de aves, y existe en algunas de ellas así mismo un aprovechamiento para la producción de sal marina. También existen dos lagunas endorreicas situadas en el interior de la provincia.
- Salinas de Santa Pola
- Lagunas de Torrevieja y La Mata
- Hondo de Elche
- Marjal de Pego-Oliva
- Salinas de Calpe
- Salinas de Aguamarga
- Laguna de Salinas
- Laguna de Villena

Acuíferos

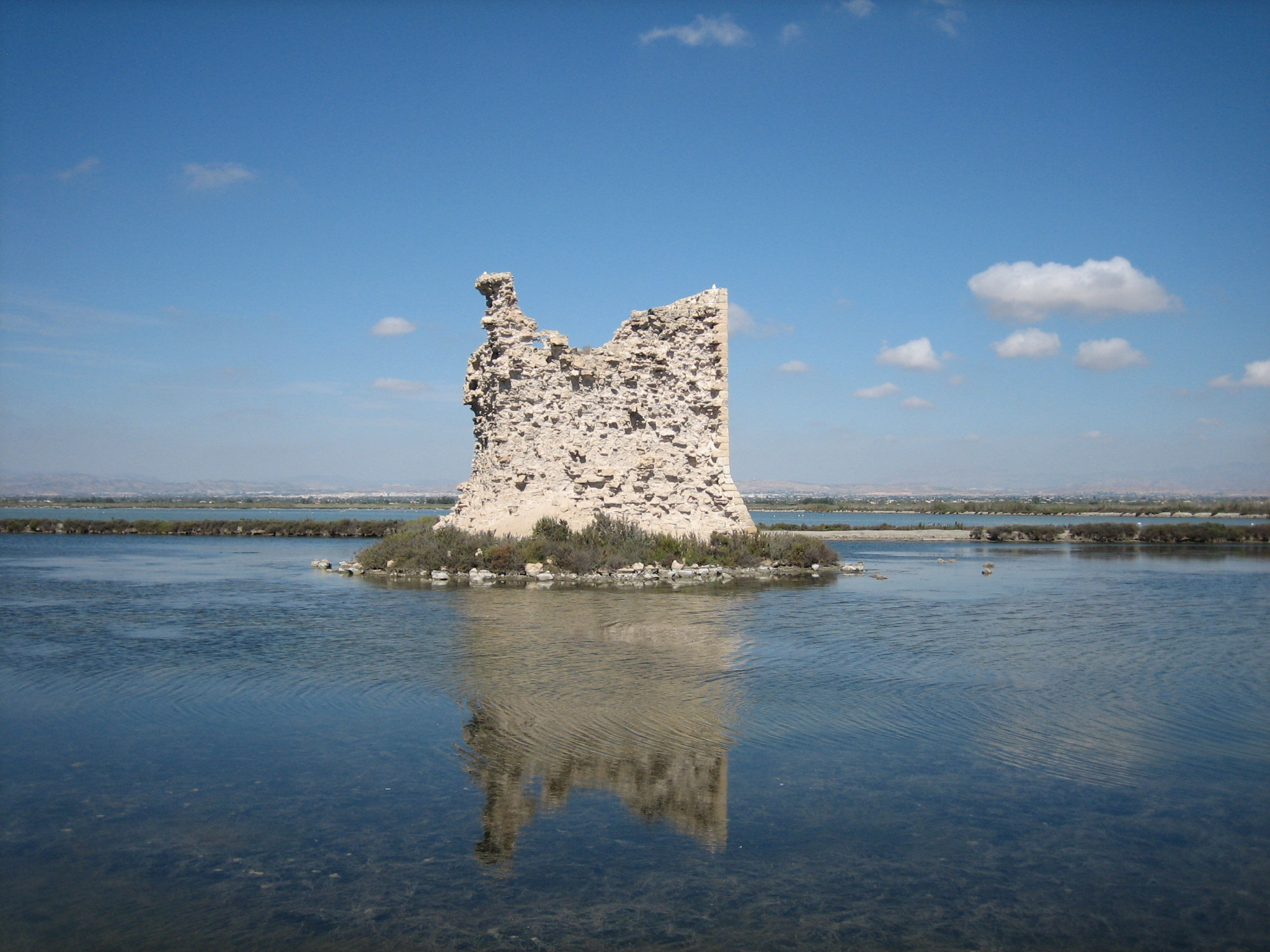
Salinas de Santa Pola

El agua potable de buena parte de Alicante, ha sido suministrada desde 1858 por los acuíferos de Villena, siendo la Sierra de Salinas una zona rica en aguas subterráneas que son de gran calidad.

### Clima

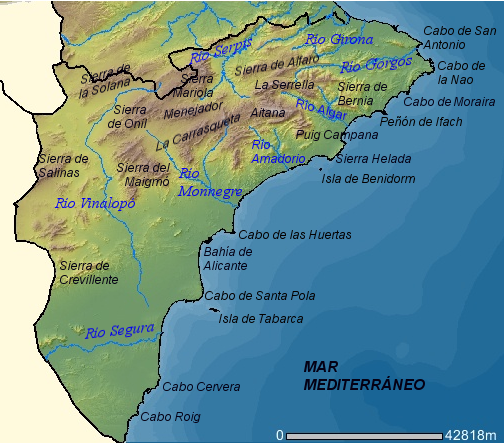
Mapa físico de la provincia

En la provincia de Alicante predomina el clima mediterráneo, pero dentro de este encontramos tres subdivisiones:
Clima mediterráneo típico: Se extiende por las comarcas del norte y noreste. Tiene temperaturas agradables todo el año, con inviernos suaves y veranos calurosos, con máximas diarias normales por encima de los 25 grados. Las nevadas y las heladas son muy poco habituales (salvo en cumbres), al igual que las temperaturas por encima de los 40 grados. La pluviometría es bastante escasa durante el año, pero en primavera y otoño se suelen dar grandes lluvias torrenciales que convierten estas zonas en más húmedas que la media. Algunas ciudades representativas son Denia, Calpe y Altea.
Clima mediterráneo continentalizado: Se da en el norte y oeste de la provincia, así como en las zonas montañosas. Se caracteriza por tener temperaturas extremas, con una gran amplitud térmica. Los inviernos son largos y fríos, mientras que los veranos son calurosos, largos y secos. La continentalidad se va acentuando conforme vamos al interior. En invierno las temperaturas mínimas pueden descender fácilmente de los -5 °C en algunas zonas, habiendo heladas y nevadas ocasionales. En verano las temperaturas máximas son muy calurosas, pudiendo estar gran parte de la estación por encima de 40 °C. Las precipitaciones son más bien escasas, concentrándose en las tormentas de primavera y otoño. Algunas ciudades representativas son Villena, Alcoy o Ibi.
Clima mediterráneo seco: Se da en el sur y el sureste de la provincia. Posee veranos calurosos y muy secos, con máximas que pueden sobrepasar los 40 °C en las zonas del interior. Sin embargo los inviernos suelen ser cortos, con temperaturas muy suaves, que rara vez descienden de los 3 °C de mínima. Como su nombre indica las precipitaciones son muy escasas, no habiendo más de 400 milímetros anuales, contando con registros incluso bastante inferiores en algunas zonas. Las precipitaciones, que prácticamente son siempre en forma de lluvia, se concentran en primavera y otoño. Algunas ciudades representativas son Alicante, Elche, Torrevieja, Orihuela o Benidorm.

### Sismología
Alicante, como todo el sureste peninsular, es una zona de alto riesgo sísmico. La existencia de fallas en la zona, hace que cada año sea muy común la existencia de numerosos terremotos. Aunque generalmente son de baja magnitud, con relativa frecuencia se dan seísmos que sobrepasan los 3 o 4 grados en la escala de Richter, que son percibidos por la población, y que llegan a causar algunos desperfectos. Las zonas más afectadas suelen ser la Vega Baja, y las comarcas del Vinalopó.
En el siglo XIX tuvo lugar un gran sismo de 6'6°, conocido como el Terremoto de Torrevieja, que provocó la muerte a 389 personas. El casco urbano medieval de varias ciudades de la comarca, tales como Torrevieja, Guardamar, Almoradí, Dolores, Rafal, y muchas otras, fue totalmente destruido, y estas poblaciones se volvieron a construir sobre las ruinas, con una planificación antisísmica, que confiere la característica de que el actual casco antiguo de estas localidades está diseñado prácticamente con el mismo plano.

## Economía

### Agricultura
Alicante tiene una importante producción agrícola, centrada principalmente en las hortalizas, los frutales y el sector del vino.
En la comarca de la Vega Baja del Segura se encuentran fértiles huertas de regadío que desde hace siglos han producido todo tipo de verduras que se comercializan por toda Europa: tomate, pimiento, brócoli, alcachofa, cebolla, pepino, lechuga, berenjena, melón, etc. También hay producción en municipios de la comarca del Campo de Alicante, o en las amplias extensiones de los municipios de Elche y Villena. La provincia es pionera en la optimización del regadío, el ahorro de agua, y el riego por goteo.[cita requerida]
En cuanto a los frutales, según las zonas se dan unos u otros tipos de cultivo, algunos de los cuales tienen incluso propias denominaciones de origen. En zonas de montaña del interior, donde el acceso al regadío ha sido difícil, han existido tradicionalmente grandes plantaciones de almendro, que se situaban en terrazas en las faldas de las montañas. El cultivo de cítricos (naranja, limón) se da sobre todo en zonas costeras y de poca altura. En el Alto Vinalopó y las comarcas de la montaña, se dan amplias producciones de cereza y albaricoque. Callosa de Ensarriá es uno de los principales productores españoles de níspero. En el campo de Elche se han desarrollado grandes campos de perales, melocotones y granadas. La comarca del Medio Vinalopó es así mismo la principal zona productora de Uva de Mesa de España, con Monforte del Cid y Novelda como mayores productores.
La producción vitivinícola cuenta con su propia denominación de origen de Vinos de Alicante. Las principales zonas productoras son dos: las comarcas de la Marina Alta y el Medio Vinalopó. Una de las principales uvas más características es la Monastrell. Se producen vinos blancos y tintos, algunos dulces como el moscatel, y uno con nombre propio, el Fondillón.

### Industria
En la provincia hay grandes polígonos industriales, como Elche Parque Empresarial en Elche y Las Atalayas y Pla de la Vallonga en Alicante. Las principales zonas industriales son el área metropolitana de Alicante-Elche, el eje del Vinalopó, el eje del Serpis y la Hoya de Castalla.
La zona de Alcoy y Cocentaina, fue la principal referencia en la provincia durante la Revolución Industrial. La burguesía local comenzó a levantar una pujante industria en la comarca, basada sobre todo en el textil, el papel y la metalurgia. También se dan algunos otros focos textiles como en Crevillente, que es el primer fabricante nacional de alfombras. A finales del XIX surge en el Valle del Vinalopó una potente industria del calzado, la marroquinería y las pieles. Villena está especializada en calzado infantil y Elda, especializada en zapato femenino de alta costura. Estas ciudades han vivido y siguen viviendo fundamentalmente de estas manufacturas. Elche fabrica calzado de todo tipo, siendo sede de la empresa TEMPE, grupo INDITEX, y viene desarrollando otras actividades industriales basadas en la transferencia de conocimiento de la Universidad Miguel Hernández (v.gr. PLD Space)
En las tres poblaciones de la subcomarca de la Hoya de Castalla se ha desarrollado durante todo el siglo XX una gran industria juguetera. En las localidades de Ibi, Castalla y Onil, se han ubicado las más importantes factorías de juguetes de España, tales como Famosa, Feber, Jesmar, Moltó, Playmobil, etc. Actualmente los polígonos industriales de estas tres localidades poseen una amplia diversidad de empresas, siendo la inyección de plásticos el sector predominante. Esto ha propiciado la aparición de empresas relacionadas con el sector, como grandes importadoras de productos del hogar y decoración, empresas envasadoras, etc. Asimismo, esta comarca cuenta con la sede de Actiu, empresa dedicada a la producción y venta de mobiliario de oficina.
En el Medio Vinalopó, se encuentran una gran cantidad de canteras de mármol y piedra natural. El epicentro de esta industria es la ciudad de Novelda, que cuenta con grandes empresas exportadoras de este material. En San Vicente del Raspeig, en la comarca del Campo de Alicante, se encuentra una de las principales plantas productoras de cemento de la multinacional Cemex.
La industria alimentaria también ofrece una importante posición en la provincia. Industrias cárnicas en el Alto Vinalopó, del vino y salazones en el Medio Vinalopó, de especias e infusiones en Novelda, de turrones en Jijona, de chocolates en Villajoyosa, de helados en Alicante, entre otros. Hay que destacar un invento alicantino, como son las olivas rellenas de anchoa, conocidas también como alcoyanas fabricadas por primera vez en la ciudad de Alcoy (La Española). La liberalización de comercio con China y la crisis actual de 2008 pusieron en jaque a muchos de los sectores de la industria alicantina. No obstante, durante las últimas décadas han surgido en todas las zonas una importante diversificación de industrias tales como químicas, cosméticas, tabaqueras, muebles, cerámicas, maquinarias o fabricación de diversas piezas dedicadas al automóvil, la aeronáutica o las energías renovables, que dejan abierto el futuro industrial de la provincia.

### Turismo

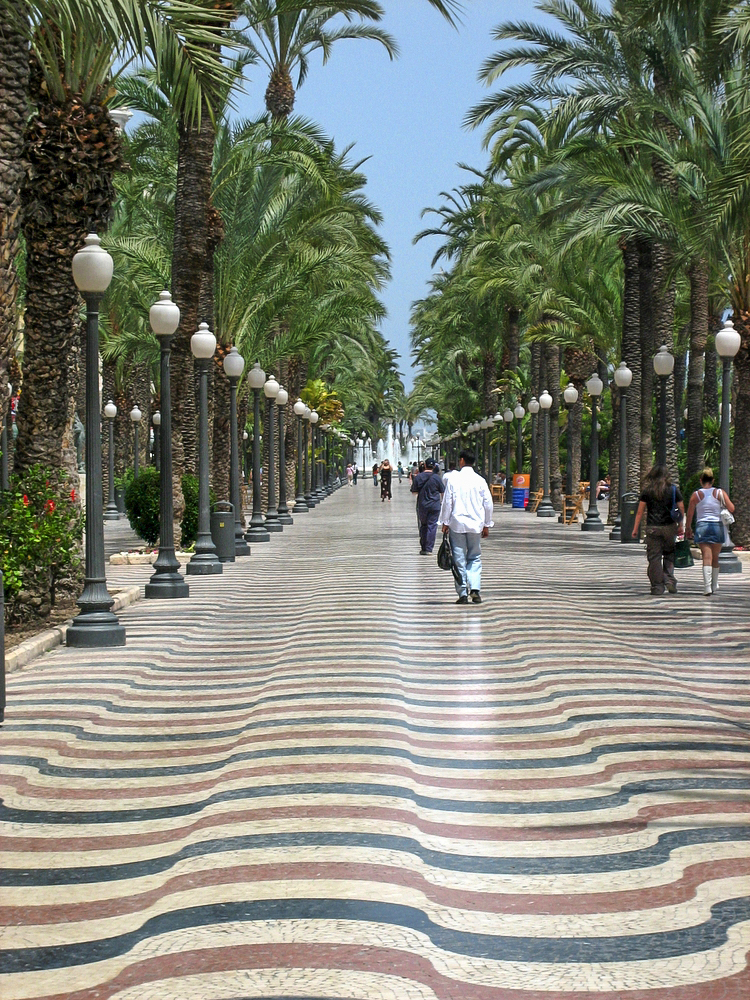
Explanada de Alicante

La provincia de Alicante, y su marca turística, la Costa Blanca, es una de las principales zonas turísticas tanto de España como de todo el continente europeo.
Para el año 2016, la provincia de Alicante recibió 5,3 millones de turistas internacionales, conformando más de la mitad del turismo extranjero recibido en la Comunidad Valenciana, por tanto, siendo así la provincia más visitada de dicha comunidad autónoma, y la sexta de España. A su vez, la provincia recibió ese mismo año, 6,6 millones de turistas del resto de España, sobre todo de otras partes de la Comunidad Valenciana, así como de la Comunidad de Madrid, Castilla-La Mancha y Región de Murcia, principalmente.
El origen del turismo en la provincia tiene lugar a mitad del siglo XIX, cuando se ponen de moda los balnearios marítimos, y se instalan en la playa alicantina del Postiguet. La apertura del ferrocarril también por aquellas fechas, fomenta que empiecen a llegar los primeros turistas desde Madrid, atraídos por los beneficios del agua marina, y los baños de barro y algas. En las sucesivas décadas comienzan a surgir los primeros hoteles, como el mítico Hotel Palas.
Durante los años 20, y sobre todo al final de la posguerra, comienzan a surgir los primeros chalets residenciales y de veraneo junto a algunos de los arenales más extensos y vistosos de la zona, tales como la playa de San Juan, en Alicante, y la playa de Levante, en Benidorm.

#### Benidorm, ciudad pionera

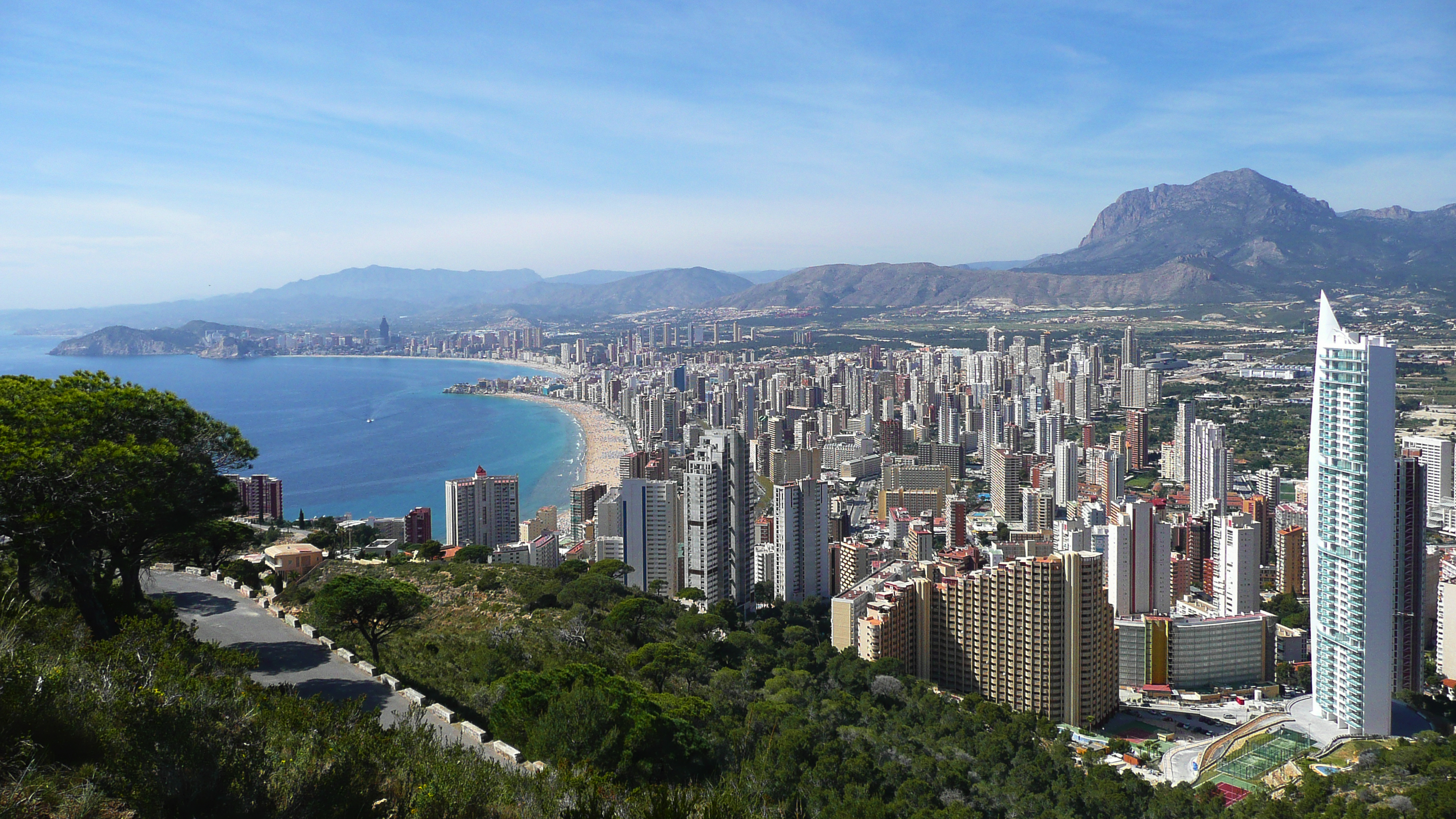
Vista de Benidorm

En Benidorm pronto reconocieron el valor de su emplazamiento privilegiado para el turismo. Una ciudad situada en un pequeño cabo, flanqueada a ambos lados por dos enormes playas. Un paisaje idílico y una orientación geográfica hacia el sur, que genera un microclima que garantiza un gran número de días de sol al año.
El alcalde en el año 1956, Pedro Zaragoza, decidió realizar un revolucionario plan de ordenación urbana que creaba algo nunca antes hecho. Se creaba una ciudad pensada para el turismo, respetando la anchura de las playas, con amplios paseos marítimos, y grandes avenidas que se disponen paralelas al mar. Los edificios se construirán en altura, para optimizar el suelo, creando así una ciudad más densa y compacta que de cabida a más personas ocupando una menor proporción de suelo, y con una disposición de modo que todas las torres tengan vistas al mar.
El éxito fue rotundo, y pronto Benidorm se convirtió en la ciudad pionera en España en turismo de masas. Tras el primer boom de turistas nacionales que llegaban por carretera, comenzó el gran interés de los touroperadores internacionales. La apertura del aeropuerto de Alicante-Elche en 1967 fue clave en el desarrollo de esta industria. El crecimiento de turistas europeos fue vertiginoso, a la par que crecían los rascacielos en la ciudad.
La ciudad siguió innovando y se construyeron nuevas instalaciones, como el primer centro de esquí acuático de España en los 60, o la apertura en 1985 de Aqualandia, el primer parque acuático de España y el mayor de Europa. En el 2000 fue abierto así mismo Terra Mítica, un parque temático que escenifica algunas de las más importantes civilizaciones del Mediterráneo, como Iberia, Roma, Grecia o Egipto.
A Benidorm se la conoce como el Manhattan del Mediterráneo, ya que su crecimiento vertical le hace ser la 2.ª ciudad del mundo con mayor concentración de rascacielos por metro cuadrado, tras el distrito neoyorquino. En esta ciudad se encuentran algunos de los edificios más altos de España, tales como son el Hotel Bali III o las torres gemelas Intempo.

#### Residencial

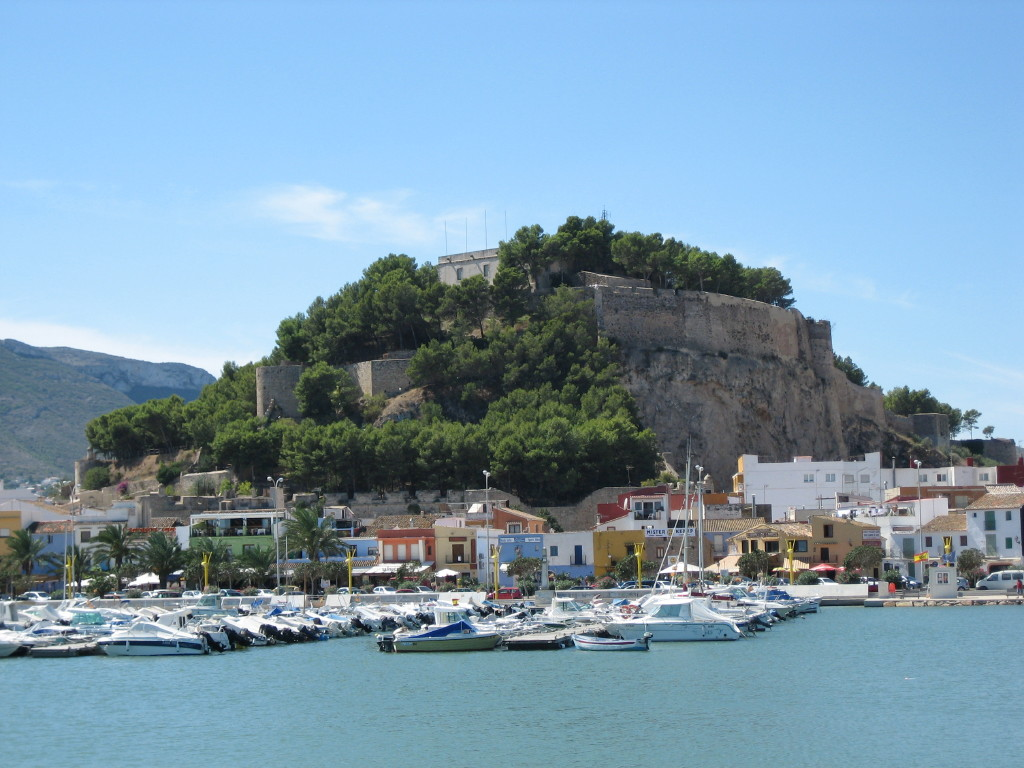
Denia

A la par que crecía el boom de Benidorm, la industria turística fue creciendo de forma exponencial en toda la Costa Blanca. La capital, Alicante, se desarrolló de cara al mar, con un ámbito claramente turístico. En la playa de San Juan comenzó a darse el fenómeno de la construcción de grandes bloques de apartamentos de segunda residencia, que le otorgaron el sobrenombre de Playa de Madrid.
De este modo, se fueron desarrollando la mayoría de las ciudades costeras, algunas con un urbanismo más vertical y compacto, con bloques de apartamentos, y otras con un urbanismo más especulativo, con grandes extensiones de viviendas unifamiliares que ha generado problemas y polémicas en torno a su excesiva depredación del terreno.
También empezó a surgir una curiosa diferenciación respecto a la procedencia de los turistas que compraban su segunda residencia. Mientras que en ciudades como Alicante, Torrevieja y Santa Pola, los principales turistas eran de origen español, en los municipios situados al norte de la capital, la afluencia solía ser mayoritariamente extranjera. De este modo, en Benidorm los extranjeros eran mayoritariamente británicos, mientras que en Denia, Javea y Calpe lo eran los alemanes, en Teulada los neerlandeses, o en Alfaz del Pi y Altea los escandinavos.

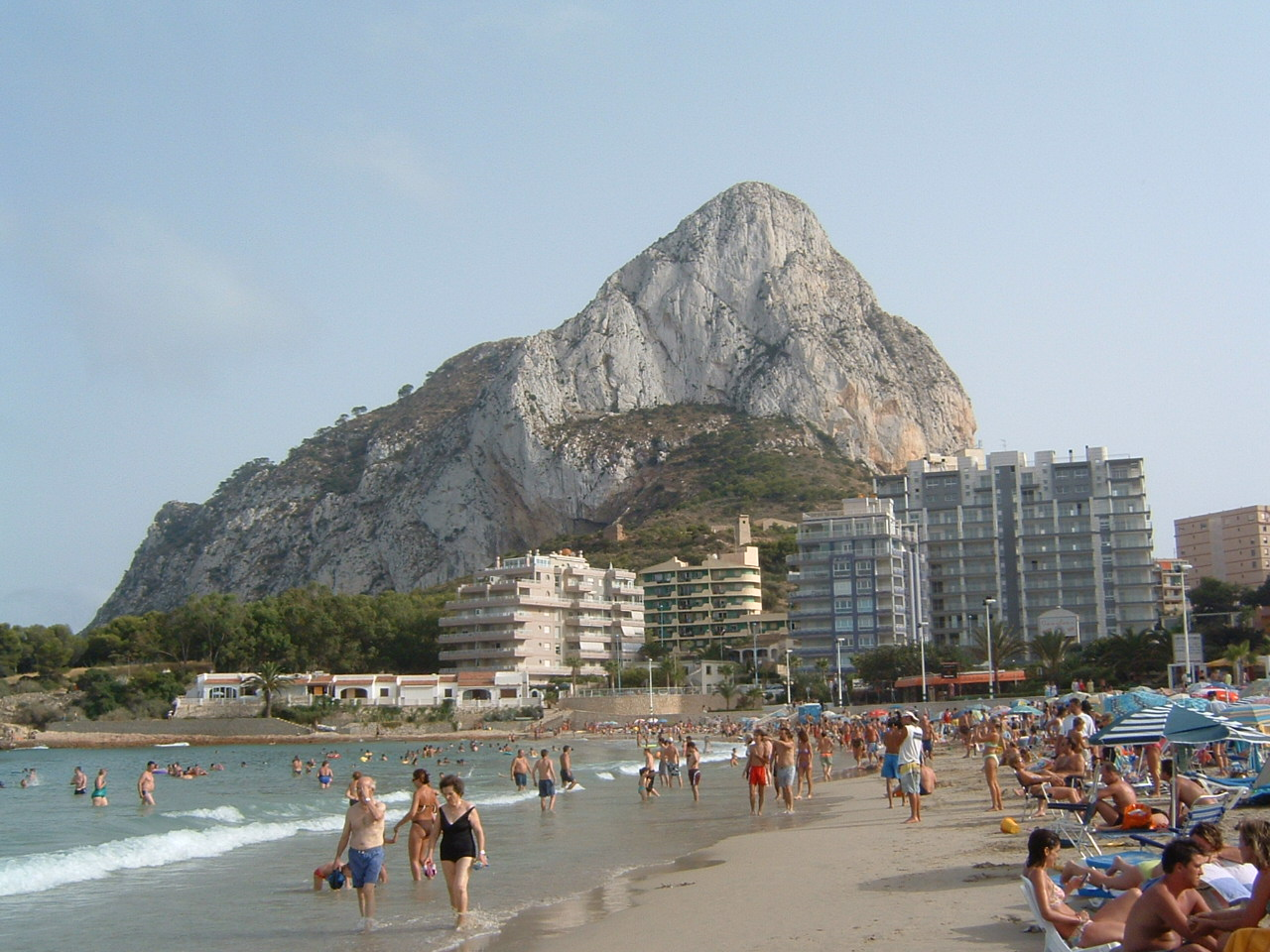
Calpe

A partir de la década del 2000 el boom del turismo residencial vuelve a vivir un crecimiento similar al de los años 70 y 80. La ciudad de Torrevieja fue varios años la de mayor crecimiento nacional, y muchas ciudades de las llamadas de segunda línea de mar, desarrollaron importantes planes urbanísticos, en torno a campos de golf, y zonas verdes residenciales. Algunas de estas localidades, como Benisa, La Nucia, San Fulgencio o Rojales, crecieron exponencialmente de población, con porcentajes de población extranjera que sobrepasan las 3/4 partes del censo local. En la última década las comarcas donde más ha crecido este turismo residencial han sido la Marina Alta y sobre todo la Vega Baja, con una notable y creciente afluencia de residentes rusos.

#### De interior

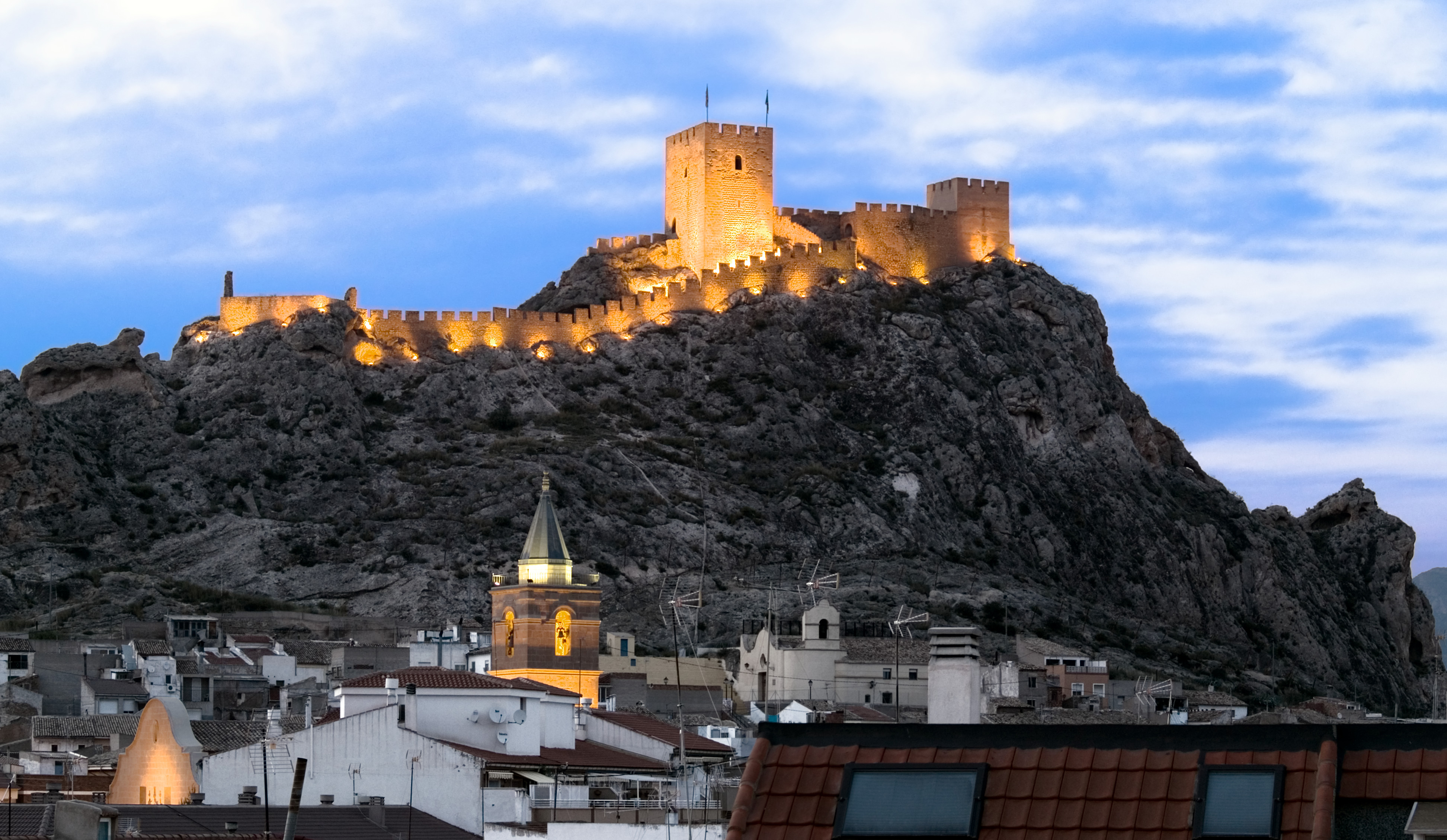
Castillo de Sax

Durante los últimos años también se está haciendo un esfuerzo por desestacionalizar el turismo alicantino. Dar a conocer igualmente el interior, y escenarios alternativos y complementarios a las playas. De este modo se pone en valor el patrimonio histórico de las ciudades, como por ejemplo los castillos de la ciudad de Alicante y sus museos, la ciudad de Elche, con sus 2 patrimonios de la humanidad, destacando el espectacular palmeral, o la histórica ciudad de Orihuela, con su catedral y sus múltiples edificios históricos.
La Ruta de los Castillos del Vinalopó, situada en el Valle del Vinalopó, da a conocer una serie de ciudades que cuentan con castillos y fortalezas que las protegían durante el medievo. Se sitúan en una de las comarcas del país con mayor concentración de castillos, que se encuentran en diversas localidades como Villena, Biar, Bañeres, Castalla, Sax, Petrel o Novelda. Este turismo también se complementa con rutas comerciales, como la ruta del calzado en Elda, o las diversas rutas enológicas del Medio Vinalopó.
También hay un creciente turismo natural en las comarcas serranas del interior. En los diversos valles hay poblaciones pintorescas y lugares representativos. Desde las cumbres de las sierras que ofrecen vistas panorámicas de toda la costa, a lugares de gran valor como Guadalest, o las Fuentes del Algar.

#### Deportivo

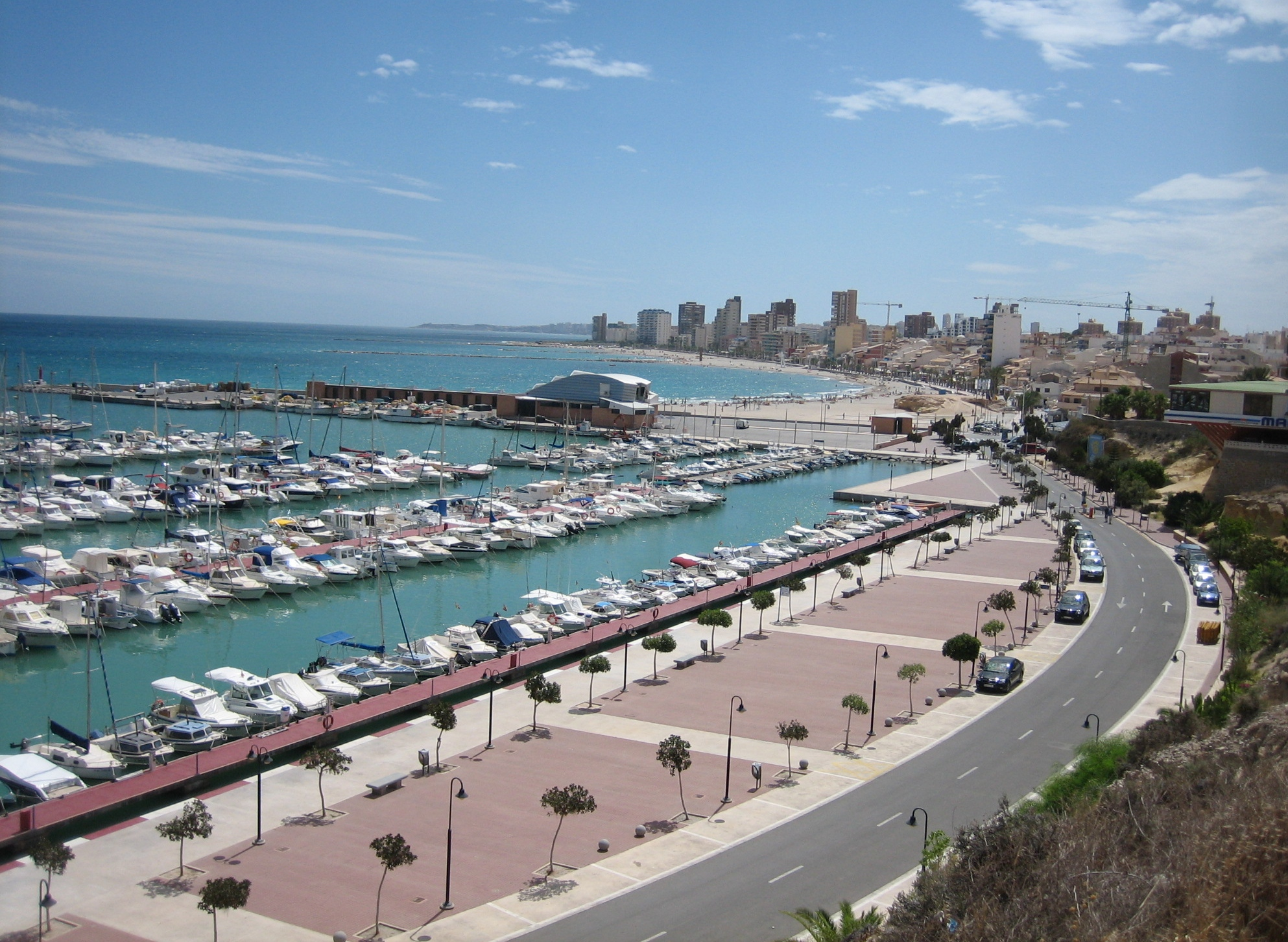
Puerto Deportivo en Campello

Desde siempre ha habido una clara vocación por el turismo deportivo, siendo una zona muchas veces elegida para celebrar concentraciones de toda clase de colectivos y equipos deportivos, a fin de llevar a cabo entrenamientos, preparar la pretemporada u otros eventos. Es destacable el turismo asociado al ciclismo, dado que gran número de equipos profesionales y amateurs eligen la provincia como zona de entrenamiento, por el clima benigno y el buen estado y disponibilidad de carreteras de montaña. Cuenta con centros BTT como el de Lorcha dónde es posible el alojamiento de los ciclistas de montaña y el mantenimiento mecánico de la bicicleta, para recorrer las múltiples rutas y senderos señalizados.
Algunos municipios, en especial Santa Pola, aprovechan su situación geográfica para desarrollar una creciente red de turismo del deporte. En dicha ciudad se desarrollan anualmente todo tipo de competiciones que gozan de gran apoyo popular, como una media maratón, triatlón, natación en mar abierto, etc. Así mismo, se está desarrollando en la ciudad la práctica de deportes acuáticos, siendo uno de los principales puntos del país para la práctica del windsurf y el kitesurf. En las comarcas de la Marina Alta y Baja, la costa accidentada es un escenario ideal para la práctica del submarinismo. 
De este modo, la práctica de la vela está muy desarrollada en la provincia, siendo una de las que más puertos deportivos y clubes náuticos tiene en todo el país. Durante la última década se ha extendido la práctica del golf, sobre todo en algunas urbanizaciones que han crecido en torno a campos de este deporte. 
En el interior, en diversas zonas de sierra, también se desarrollan actividades deportivas de aventura, tales como la escalada, el barranquismo, la espeleología, etc. La provincia cuenta con una red de senderos muy desarrollada.

## Demografía
| Posición | Municipio              | Población |
| -------- | ---------------------- | --------- |
| 1.ª      | Alicante               | 358 720   |
| 2.ª      | Elche                  | 243 128   |
| 3.ª      | Torrevieja             | 94 803    |
| 4.ª      | Orihuela               | 83 720    |
| 5.ª      | Benidorm               | 74 663    |
| 6.ª      | Alcoy                  | 60 372    |
| 7.ª      | S. Vicente del Raspeig | 60 269    |
| 8.ª      | Elda                   | 53 818    |
| 9.ª      | Denia                  | 46 942    |
| 10.ª     | Santa Pola             | 38 556    |
| 11.ª     | Villajoyosa            | 36 891    |
| 12.ª     | Villena                | 34 385    |
| 13.ª     | Petrel                 | 34 076    |
| 14.ª     | Campello               | 30 600    |
| 15.ª     | Crevillente            | 30 585    |
| 16.ª     | Jávea                  | 30 131    |
| 17.ª     | Muchamiel              | 27 761    |
| 18.ª     | Calpe                  | 26 281    |
| 19.ª     | Novelda                | 26 213    |
| 20.ª     | San Juan de Alicante   | 25 918    |

La población empadronada en la provincia de Alicante se sitúa en 1 991 259 habitantes (INE, 2024), lo que la convierte en la 4.ª provincia más poblada de España. La densidad de población es igualmente muy elevada (342 hab/km² en 2024), lo que la sitúa como la quinta más densamente poblada del país y la primera de las tres provincias valencianas.
La población se encuentra distribuida de una forma bastante uniforme por todo el territorio provincial, presentando densidades de población superiores a los 50 hab/km² en cualquier comarca. Aun así se puede hablar de zonas muy pobladas, con densidades superiores a los 400 hab/km² donde se concentra la población en núcleos urbanos de más de 20 000 habitantes, frente a las zonas de densidades bajas que son escasas, y están localizadas en puntos muy concretos de la montaña alicantina, en comarcas como El Condado o el oeste de la Marina Alta.
Las zonas de alta densidad de población son:
- El área metropolitana de Alicante-Elche. Es un área urbana de doble núcleo, formada por la capital provincial, Alicante, con sus ciudades dormitorio, y Elche, la localidad vecina, situada a unos 23 km. Son dos grandes ciudades que se complementan y retroalimentan, dando lugar a una conurbación de 849 053 habitantes en 2022.
- La Costa Blanca. A lo largo de toda la línea de costa, tanto al norte como al sur de la capital, se disponen una serie de ciudades importantes y bastante pobladas. Son ciudades que han crecido básicamente al calor del boom turístico de la 2.ª mitad del siglo XX, y conforman una sucesión urbana casi continua a lo largo de todo el eje costero provincial, solo interrumpido por algunas zonas de calas, cabos, acantilados, y zonas de difícil acceso en general. Las principales ciudades de este eje costero son Denia, Jávea, Calpe, Altea, Benidorm, Villajoyosa, Alicante, Santa Pola, Guardamar y Torrevieja.
- El Valle del Vinalopó, forma un eje estratégico desde hace varios siglos. Se encuentra en el valle que da acceso al mar desde la meseta, y antaño suponía la principal salida de mercancías castellanas al mar. Hoy sigue siendo un eje principal, y durante el siglo XX se desarrollaron grandes ciudades industriales, situadas junto al ferrocarril y la autovía que conectan Alicante con Madrid. Este eje está compuesto principalmente por la conurbación Elda-Petrel con 87 894 habitantes y las ciudades de Villena, Novelda y Aspe, con 34 385, 26 213 y 21 969 habitantes respectivamente. Todo el eje se conecta en forma de Y con las dos principales urbes, Alicante y Elche.
- La llanura aluvial del río Segura (comarca de la Vega Baja), consta de dos ejes densamente poblados: por un lado las poblaciones junto al río, y por otro, la sucesión urbana que hay a lo largo del eje Alicante-Murcia. En ambos casos, el núcleo principal es la ciudad de Orihuela.
- Hoyas de Alcoy y Castalla. En estas comarcas del norte de la provincia se sitúan dos ejes urbanos e industriales. Por un lado la conurbación de Alcoy-Cocentaina, y por otro lado el eje Ibi-Castalla-Onil, que forman un grupo de importante población en medio de una zona de baja densidad.

Quedan, por tanto, como áreas con menor densidad de población las zonas de montaña que separan la costa de los valles interiores, las grandes sierras del interior provincial, la parte occidental del Valle del Vinalopó y algunas zonas despobladas en el sur de la Vega Baja dedicadas al monocultivo de cítricos en grandes extensiones.
Si bien es cierto que durante las últimas dos décadas, el crecimiento del área capital y el eje costero ha seguido creciendo de forma pujante, mientras que las tradicionales ciudades industriales del interior han visto estancado su crecimiento demográfico, perdiendo peso relativo frente otras ciudades costeras.
La provincia de Alicante es la 44.ª de España en que existe un mayor porcentaje de habitantes concentrados en su capital (18,03 %, frente a 31,96 % del conjunto de España).

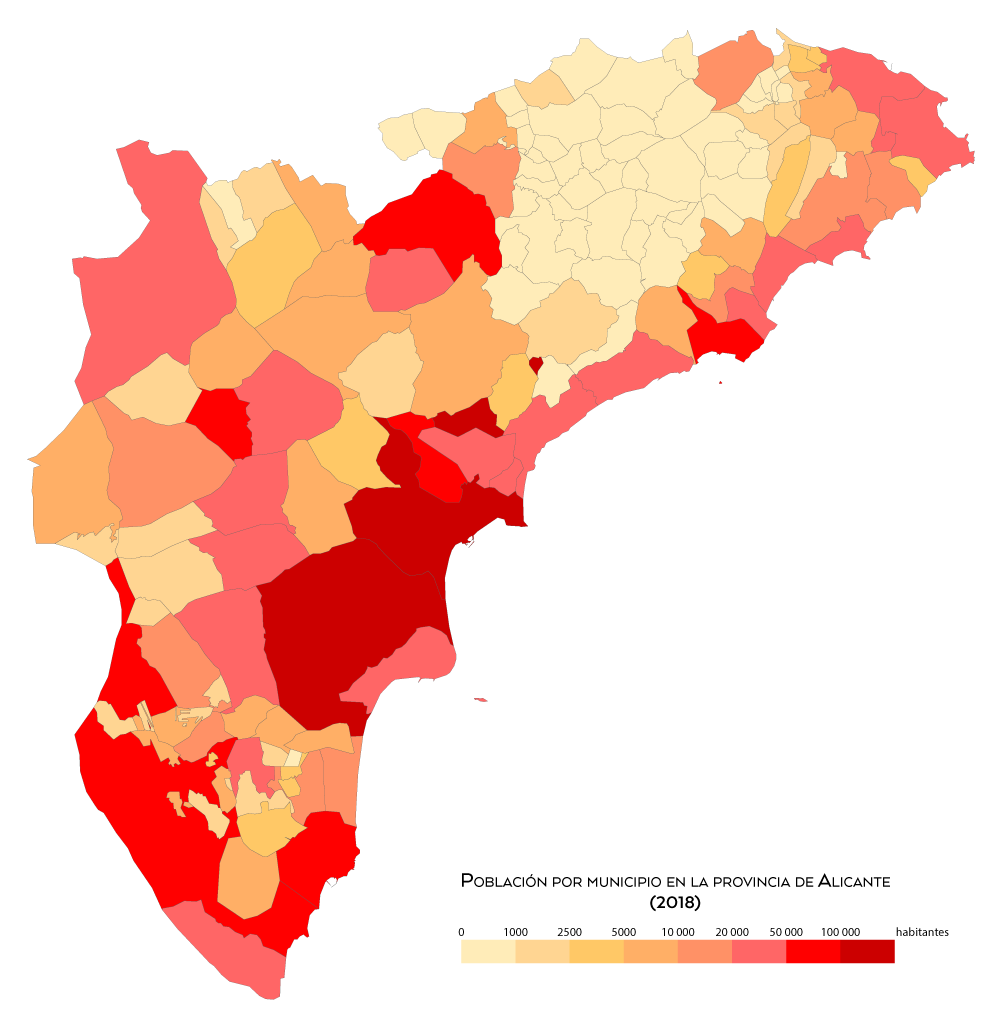
Población por municipio en 2018
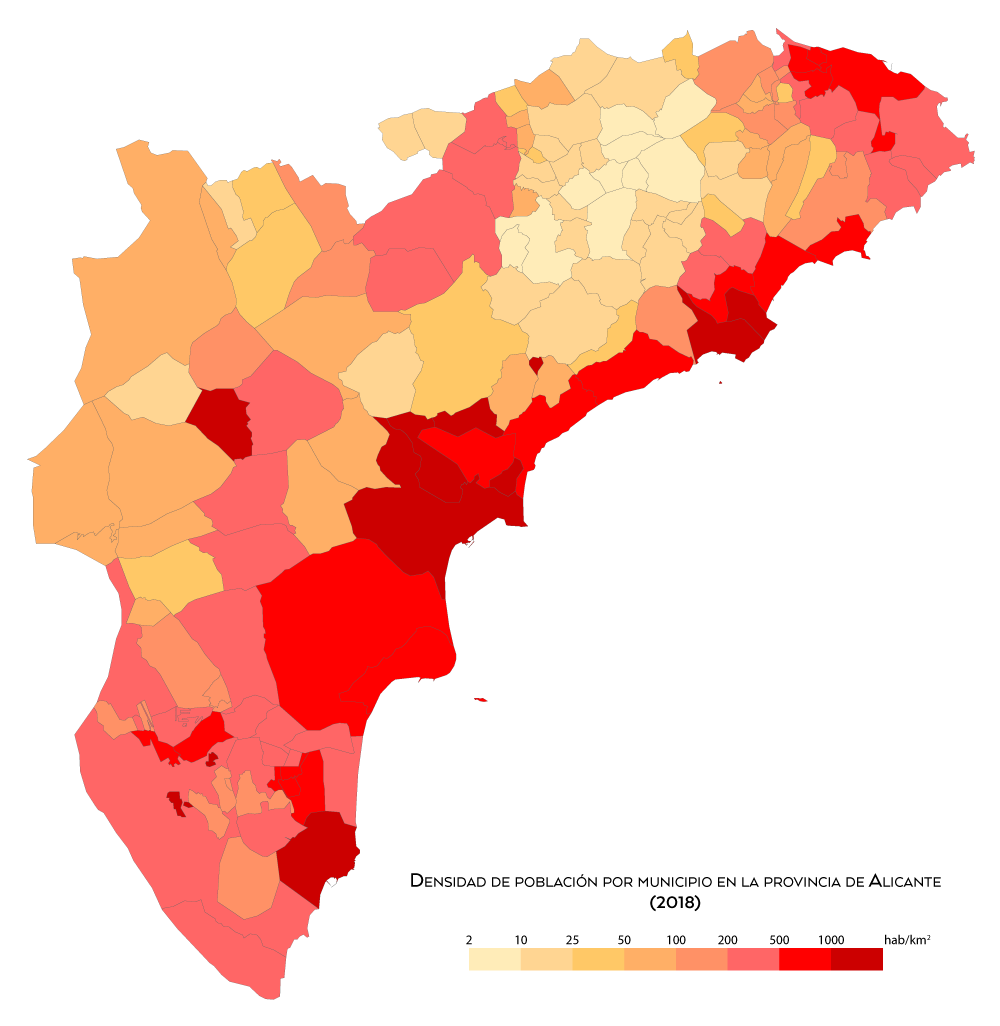
Densidad de población por municipio en 2018
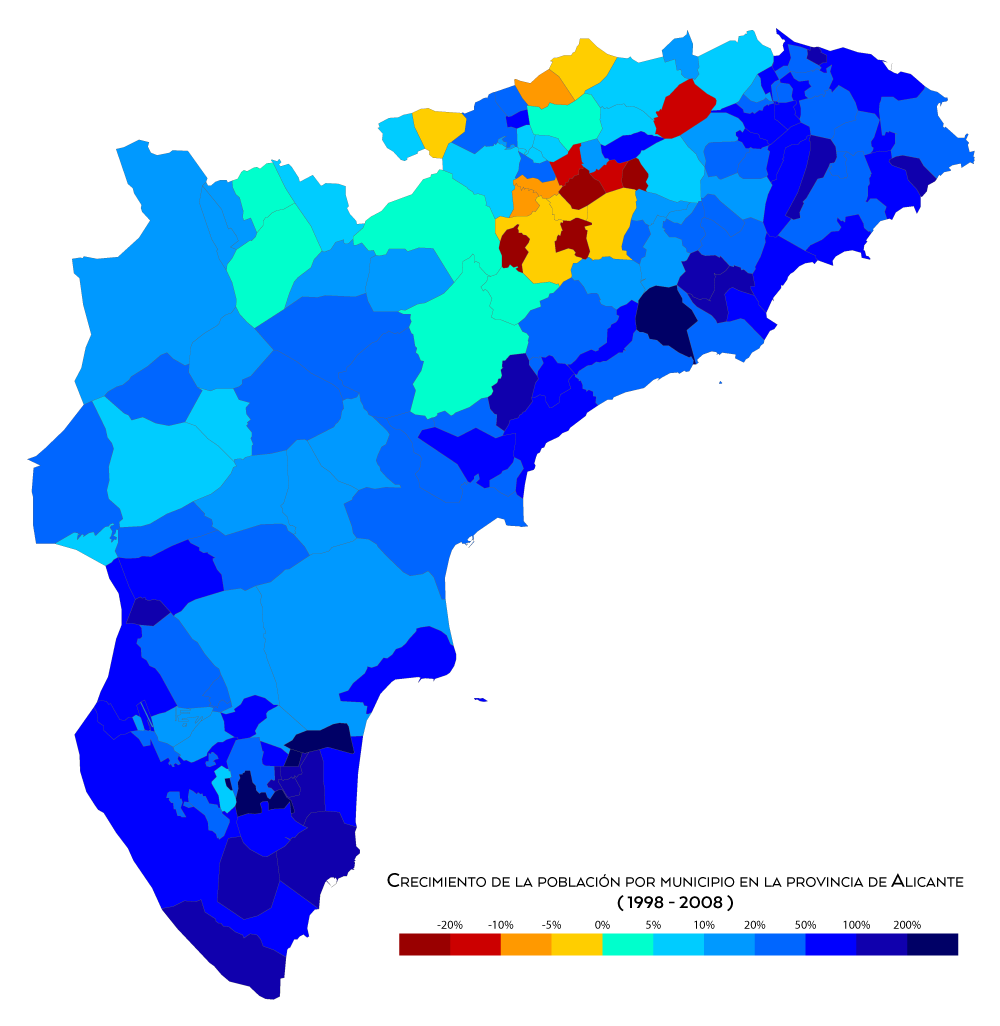
Crecimiento de la población por municipio entre 1998 y 2008
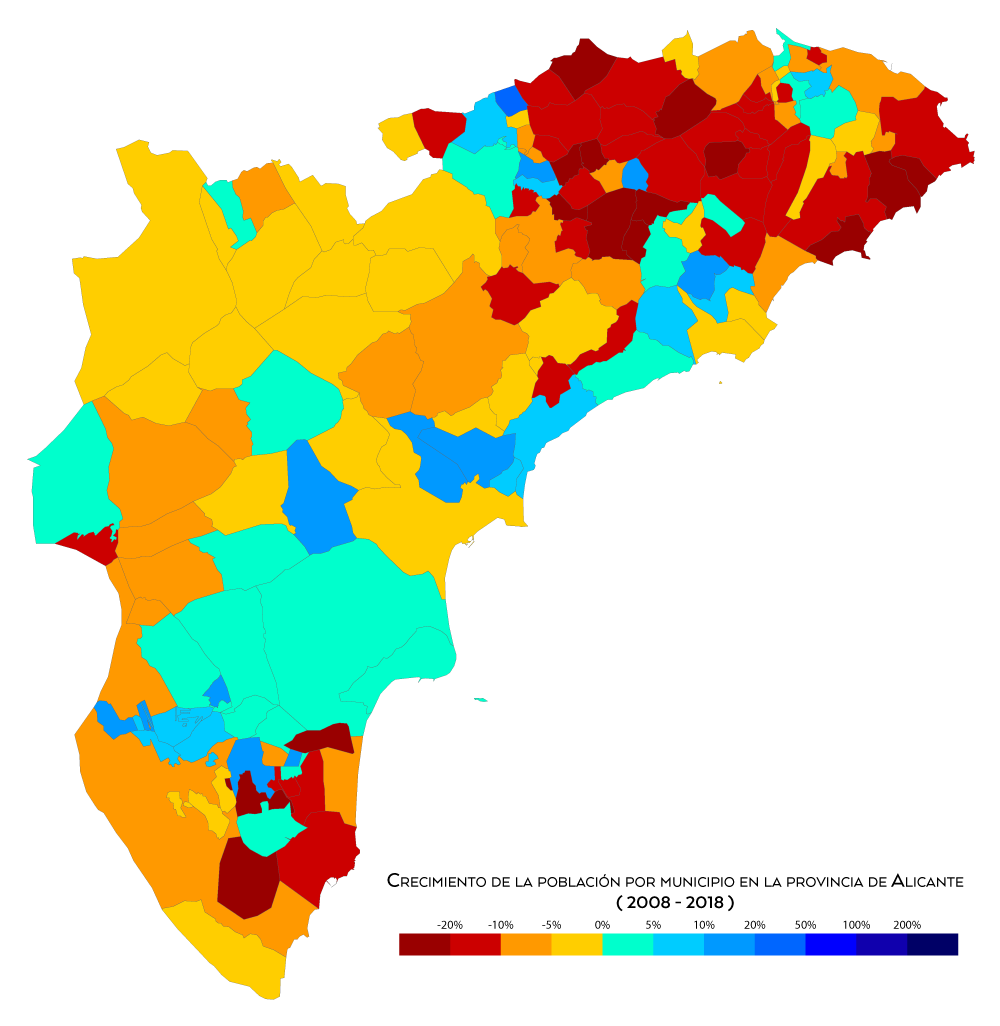
Crecimiento de la población por municipio entre 2008 y 2018

### División comarcal

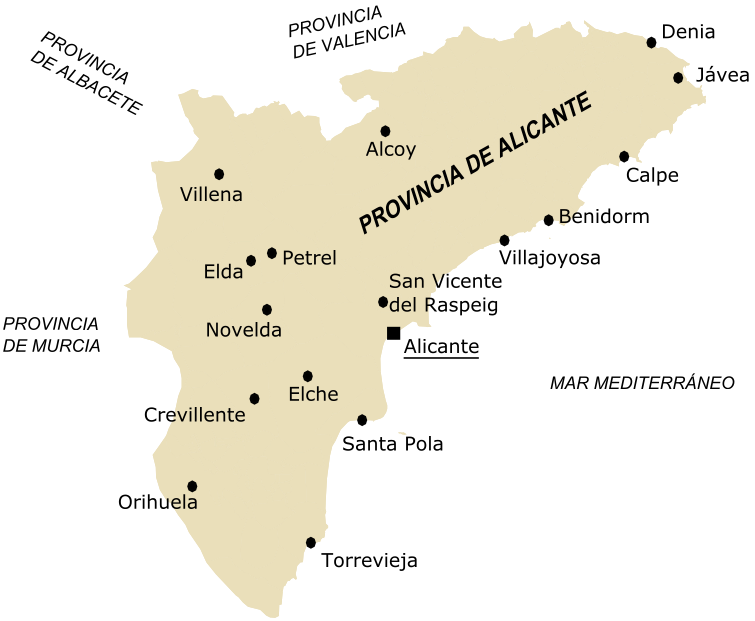
Mapa de la provincia con las ciudades de más de 25 000 habitantes

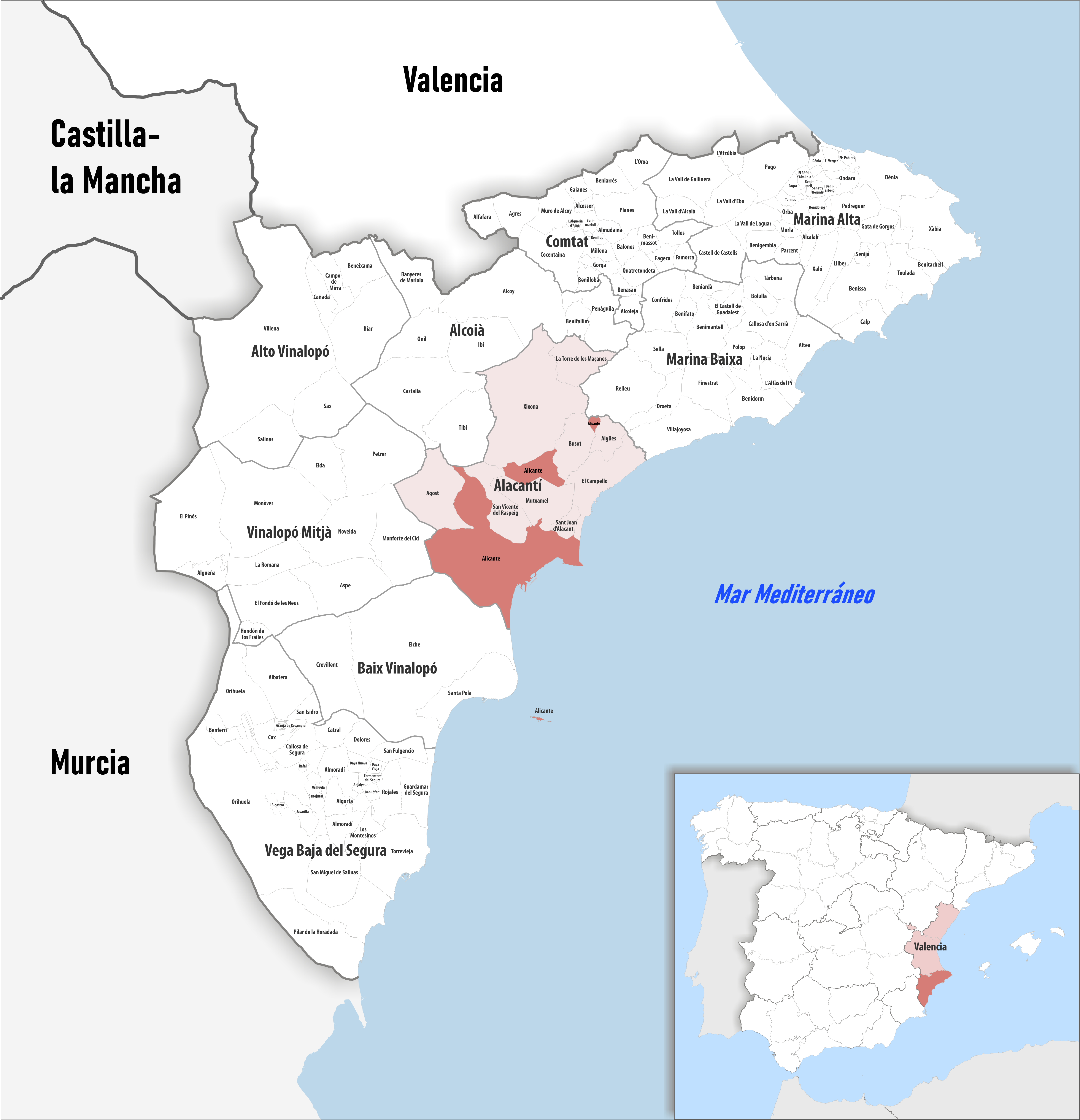
Municipios y comarcas de la provincia de Alicante

La provincia de Alicante se divide en 141 municipios, agrupados en 9 comarcas. A continuación, se muestran estas con sus respectivos datos de población, superficie y densidad de población actualizados a 2023 y se indica la capital de cada una de ellas:
| Comarca               | Comarca           | Población | Extensión | Densidad | Capital     |
| Castellano            | Valenciano        | Población | Extensión | Densidad | Capital     |
| --------------------- | ----------------- | --------- | --------- | -------- | ----------- |
| Alto Vinalopó         | L'Alt Vinalopó    | 52 905    | 644,98    | 82,03    | Villena     |
| Bajo Vinalopó         | El Baix Vinalopó  | 300       | 487,97    | 615,41   | Elche       |
| Campo de Alicante     | L'Alacantí        | 509 049   | 673,59    | 755,73   | Alicante    |
| Condado de Cocentaina | El Comtat         | 28 119    | 377,76    | 74,44    | Cocentaina  |
| Hoya de Alcoy         | L'Alcoià          | 112 018   | 539,67    | 207,57   | Alcoy       |
| Marina Alta           | La Marina Alta    | 191 265   | 767,19    | 249,31   | Denia       |
| Marina Baja           | La Marina Baixa   | 198 888   | 557,98    | 356,44   | Villajoyosa |
| Vega Baja del Segura  | El Baix Segura    | 379 975   | 980,71    | 387,45   | Orihuela    |
| Vinalopó Medio        | El Vinalopó Mitjà | 171 848   | 796,60    | 215,73   | Elda        |
| Total                 | Total             | 1 955 268 | 5826,45   | 335,59   |             |

En cambio, las comarcas históricas y tradicionales de la provincia son:
- La Serranía de Alcoy, formado por las DTH del Condado de Cocentaina, la Hoya de Alcoy (sin la Hoya de Castalla), el Valle de Biar y Bocairente.
- Los Valles de Pego, formados por los municipios de Vall de Gallinera, Vall de Ebo, Vall de Laguart, Adsubia, Pego, Castell de Castells, Valle de Alcalá, Benichembla, Parcent y Murla.
- El Marquesado de Denia, formado por la zona este de la DTH de la Marina Alta.
- La Hoya de Castalla, formada por Ibi, Tibi, Onil y Castalla.
- La Hoya de Jijona formados por los municipios de Jijona y Torremanzanas.
- La Marina, formada por la DTH de la Marina Baja, los pueblos de Benisa, Senija, Calpe, Teulada y los pueblos del valle de Jalón.
- La Huerta de Alicante, formada por Alicante, San Vicente del Raspeig, Muchamiel, San Juan de Alicante, Agost, El Campello, Busot y Aguas de Busot.
- El Campo de Elche, denominación tradicional del Bajo Vinalopó.
- La Huerta de Orihuela, denominación tradicional de la Vega Baja del Segura.
- El Valle de Novelda, formado por la DTH del Vinalopó Medio y el municipio de Salinas.
- Los Llanos de Villena, formados por Villena, Sax, Caudete y Almansa (estos dos últimos se encuentran en la provincia de Albacete). Anteriormente también se denominaba Marquesado de Villena, Principado o Tierras de Don Manuel, abarcando varias provincias.

### Evolución demográfica
| Año  | Población | % de España |
| ---- | --------- | ----------- |
| 1857 | 378 958   | 2,45 %      |
| 1877 | 390 565   | 2,48 %      |
| 1887 | 411 465   | 2,47 %      |
| 1900 | 470 149   | 2,53 %      |
| 1910 | 497 616   | 2,49 %      |
| 1920 | 512 186   | 2,39 %      |
| 1930 | 545 838   | 2,31 %      |
| 1940 | 607 562   | 2,34 %      |
| 1950 | 634 065   | 2,26 %      |
| 1960 | 711 942   | 2,33 %      |
| 1970 | 920 105   | 2,71 %      |
| 1981 | 1 148 597 | 3,04 %      |
| 1991 | 1 334 545 | 3,38 %      |
| 2000 | 1 445 144 | 3,57 %      |
| 2010 | 1 926 285 | 4,10 %      |
| 2020 | 1 879 888 | 3,96 %      |
| 2024 | 1 991 259 | 4,07 %      |

Desde el primer censo oficial, en 1857, hasta los últimos datos de población de 2024, la provincia de Alicante ha aumentado su peso demográfico en el conjunto de España y de la Comunidad Valenciana de forma significativa, siendo siempre positivo el crecimiento intercensal hasta 2013, cuando durante algunos años la provincia perdió población por la crisis económica. Actualmente ha vuelto a la fase de crecimiento demográfico. Ya durante la segunda mitad del siglo XIX su peso aumentó ligeramente debido a que su crecimiento vegetativo era mayor que la media española y a que la costa mediterránea empezaba a ser un centro de atracción para los habitantes de otras regiones, pero de forma muy moderada a la que se desarrollaría en la segunda mitad del siglo XX.
Durante la primera mitad del siglo XX el crecimiento de la población fue menor que el del resto de España, perdiendo peso la provincia, y lo mismo sucedía a escala de la Comunidad Valenciana. Este hecho se explica por una cierta emigración hacia las colonias francesas del norte de África y un crecimiento vegetativo que, siendo positivo, era menor que en otras regiones con tasas de natalidad mucho más altas. Así la provincia de Alicante pasaba de suponer en 1900 el 2,53 % de España y el 29,68 % de la Comunidad Valenciana, al 2,26 % y 27,48 % respectivamente, en 1950.
Desde la década de 1960 el crecimiento demográfico se aceleró fuertemente, superando con creces el de la media española, lo que ha provocado un aumento muy significativo del peso relativo de la provincia en el conjunto del país. Se debió, ya no solo al aumento de la natalidad tan notorio en la España de postguerra, sino a la inmigración procedente de las regiones próximas: Castilla-La Mancha, Murcia y Andalucía oriental. Este crecimiento supuso un cambio en la estructura de la población con un aumento de la población joven. Esta es la causa por la que durante las décadas de los 80 y 90, aunque el saldo migratorio no ha sido tan espectacular, la provincia haya seguido aumentando de población y de peso, ya que la natalidad se ha mantenido más alta que en el resto de España por dicha estructura demográfica joven.
Desde finales de los 90 ha vuelto a aumentar el saldo migratorio, incluso con tasas superiores a las de las décadas de los 60 y 70, con la llegada de inmigrantes de Europa, Hispanoamérica y el Magreb, fundamentalmente. Actualmente, con un 4,07 % de la población española y un 37,43 % de la valenciana, la provincia de Alicante se encuentra en el momento de mayor importancia demográfica y económica de toda su historia con respecto al resto de España, y es la 4.ª provincia más poblada por detrás tan solo de Madrid, Barcelona y Valencia.

### Población extranjera
| Posición | Nacionalidad | Población |
| -------- | ------------ | --------- |
| 1.ª      | Reino Unido  | 69 281    |
| 2.ª      | Marruecos    | 41 407    |
| 3.ª      | Argelia      | 29 867    |
| 4.ª      | Rumania      | 24 224    |
| 5.ª      | Rusia        | 16 258    |
| 6.ª      | Colombia     | 14 414    |
| 7.ª      | Alemania     | 13 794    |
| 8.ª      | Países Bajos | 12 639    |
| 9.ª      | Ucrania      | 11 305    |
| 10.ª     | China        | 10 125    |
| 11.ª     | Italia       | 9595      |
| 12.ª     | Bélgica      | 9467      |
| 13.ª     | Bulgaria     | 8752      |
| 14.ª     | Francia      | 8538      |
| 15.ª     | Ecuador      | 7279      |
| 16.ª     | Noruega      | 5649      |
| 17.ª     | Argentina    | 5422      |

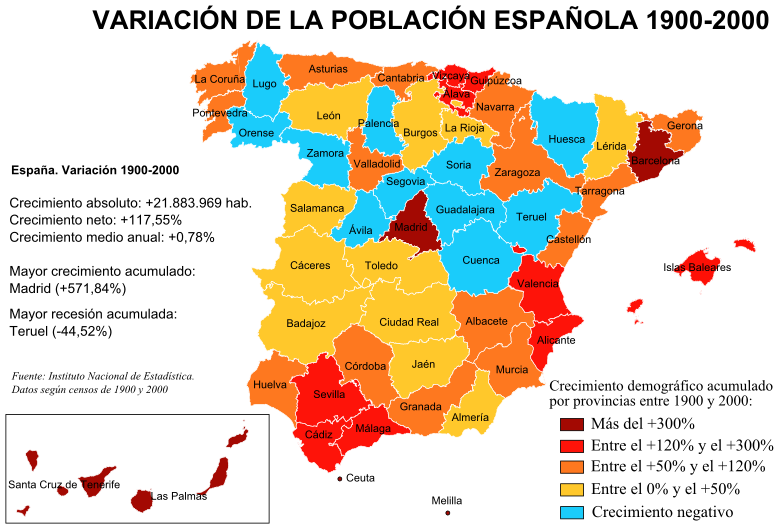
Variación de la población española entre 1900 y 2000

A 1 de julio de 2023 residían en Alicante 452 630 extranjeros, un 22,9 % de la población, siendo la provincia de España con mayor porcentaje de extranjeros y la tercera en total de extranjeros. Esto se explica porque en la provincia de Alicante, al igual que en otras costeras como Baleares, Málaga o las de Canarias, la inmigración procede de distintas regiones del planeta, de modo que su volumen es mayor.
Entre la población foránea se debe distinguir entre los nacionales de otros países de Europa Occidental (un 13 % del total de la población provincial), atraídos principalmente por el clima, las playas y la buena calidad de vida (efecto Cinturón del Sol), y una inmigración más puramente económica y reciente, procedente mayoritariamente de Iberoamérica, Europa del Este y norte de África. Los inmigrantes de otras regiones son minoritarios, aunque aun así hay gente de más de 100 nacionalidades distintas.
La presencia masiva de residentes europeos es de tal magnitud que, en varios municipios de la provincia la población censada extranjera es superior a la española, como ocurre en San Fulgencio, la localidad que tiene el mayor porcentaje de población foránea de toda España, con un 73,9 % de extranjeros (INE 2006). Esto también sucede en varios municipios de más de 10 000 habitantes: Rojales, Teulada, Calpe, Alfaz del Pi, Jávea y Torrevieja. De los 21 municipios españoles donde se producía tal situación, 15 se encontraban en la provincia de Alicante, según el padrón de 2006 del INE. Este fenómeno de concentración de residentes europeos, al principio limitado al litoral, se está extendiendo a muchas pequeñas poblaciones del interior, invirtiendo bruscamente el ciclo de despoblamiento que muchas de ellas sufrían desde el siglo XIX debido a un fuerte éxodo rural hacia las ciudades y la costa (véase Aguas de Busot, La Nucía, Hondón de los Frailes). Esta población se asienta normalmente en urbanizaciones de viviendas unifamiliares, próximas a la costa, campos de golf y otros servicios turísticos. Suelen ser personas jubiladas por lo que se plantean problemas como las prestaciones sanitarias, lo que ha incrementado notablemente el gasto sanitario en buena parte de la provincia, lo que hace plantearse realmente el beneficio de este tipo de inmigración.
Por su parte la inmigración por motivos económicos se asienta también en las zonas turísticas, ya que es donde más mano de obra requieren sectores como la hostelería y la construcción, pero también trabajan en otros sectores como la industria, en especial el calzado, y los servicios domésticos y a la comunidad. La población procedente de Hispanoamérica y del Magreb ha contribuido decisivamente, al igual que en el resto de España, al aumento de la natalidad, lo que compensa el envejecimiento demográfico de los españoles y de la inmigración de Europa Occidental y del norte.

## Servicios

### Sanidad
Alicante tiene una extensa red de once hospitales públicos, gestionados por la Agencia Valenciana de Salud. Algunos de ellos son hospitales públicos con gestión privada, y otros tantos están catalogados como hospitales universitarios, es decir, que sirven así mismo para la formación de los estudiantes de medicina, enfermería, farmacia y otras ramas de las ciencias de la salud en general.
- Hospital General Universitario de Alicante
- Hospital Universitario de San Juan
- Hospital General Universitario de Elche
- Hospital Universitario del Vinalopó
- Hospital General de Elda
- Hospital General de Alcoy
- Hospital General de Denia
- Hospital General de Villajoyosa
- Hospital General de Orihuela
- Hospital General de Torrevieja
- Hospital de San Vicente del Raspeig

La oferta sanitaria también se complementa con varios hospitales privados, fuera del servicio de seguridad social, entre los que se pueden destacar el Perpetuo Socorro y la Clínica Vistahermosa, en Alicante, el Hospital Imed de Elche, el Hospital de Levante y el Hospital Clínica en Benidorm, o el Hospital San Jaime de Torrevieja.

### Educación

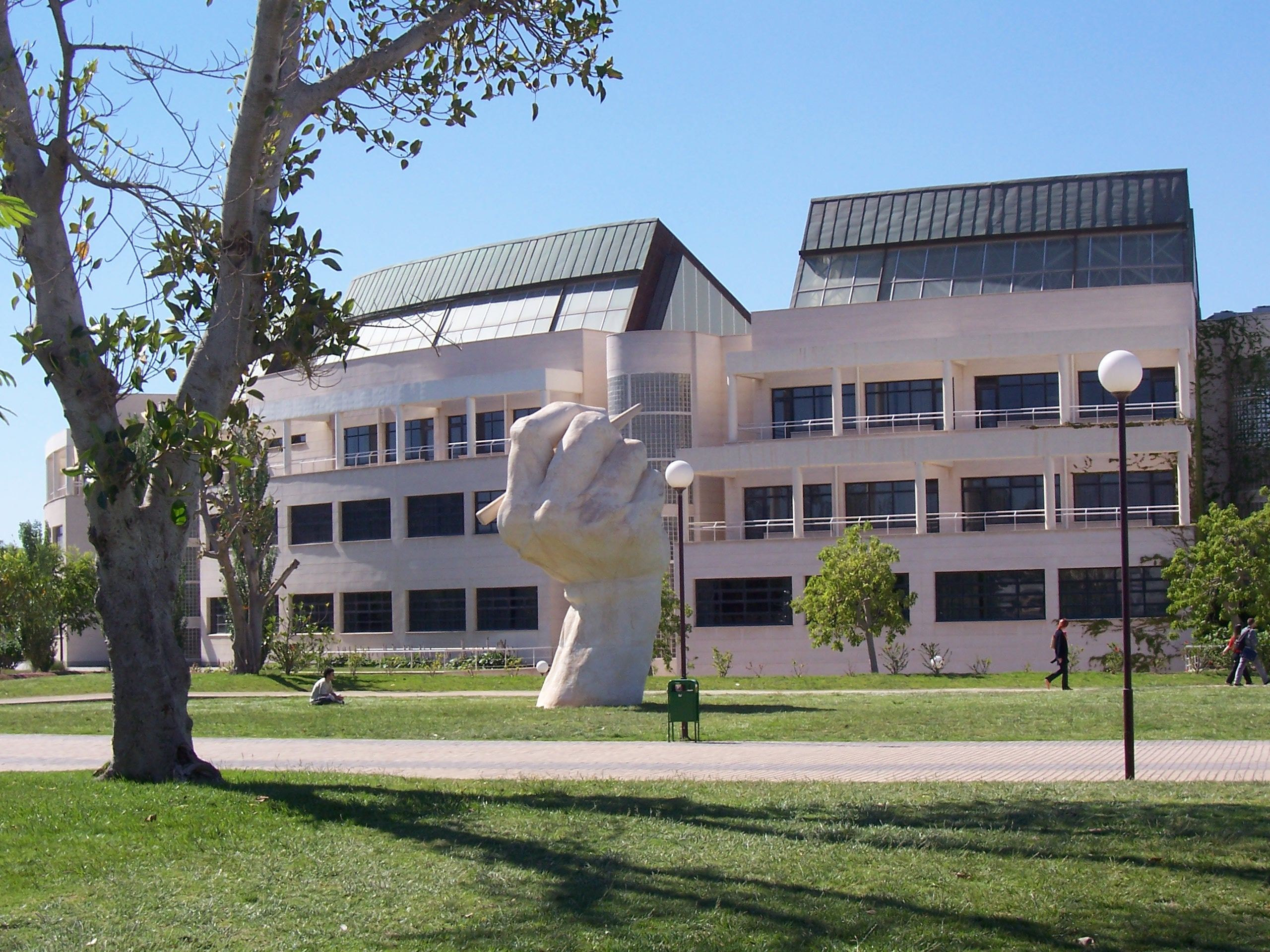
Universidad de Alicante

La provincia cuenta con 2 universidades públicas propias, y con varios campus pertenecientes hasta de cuatro universidades distintas.
- La Universidad de Alicante fue fundada en 1979. Posee un gran campus entre los municipios de San Vicente del Raspeig y Alicante, que está en proceso de ampliación. Oferta más de cincuenta titulaciones y en ella estudian anualmente más de 30 000 alumnos.

- La Universidad Miguel Hernández, también conocida como Universidad de Elche, fue fundada en 1996. Tiene varios campus: El campus principal de Elche, donde se encuentra la sede y la mayoría de facultades. El campus de San Juan, situado junto al Hospital Universitario de San Juan. El Campus de Orihuela, y la Sede de Altea.

- La Escuela Politécnica Superior de Alcoy, es un pequeño campus situado en la ciudad de Alcoy, perteneciente a la UPV. Pertenece a una universidad valenciana ya que se abrió en un periodo del siglo XX en el que la provincia alicantina no contaba con centros universitarios propios.

- La Universidad CEU Cardenal Herrera, es una universidad privada que cuenta con uno de sus campus en la ciudad de Elche.

- La antigua Universidad de Orihuela fue una universidad que permaneció en vigor desde el año 1552 hasta que fue clausurada en 1835 por un ministro de Fernando VII.

### Transportes

#### Carreteras
En la provincia hay una extensa red de carreteras que conectan la provincia con el resto del país. Así mismo, conectan los diferentes puntos importantes de la zona entre sí. Existen por tanto autopistas, autovías y carreteras nacionales, entre las cuales destacan las siguientes como principales:
- AP-7 Autopista del Mediterráneo: Conecta la dirección norte-sur de Valencia a Cartagena, uniendo a través de ella todas las ciudades de la franja costera, tales como Denia, Benidorm, Alicante o Torrevieja.
- A-7 Autovía del Mediterráneo: Es la alternativa gratuita a la anterior. Sigue una ruta similar, pero desviada hacia el interior. De este modo, conecta la ruta Valencia-Murcia, conectando ciudades como Alcoy, Ibi, Alicante, Elche y Orihuela.
- A-31 Autovía de Alicante: Conecta Alicante con Madrid. De este modo se convierte en la vía que soporta mayor tráfico de entrada en la provincia. Es así mismo el eje principal para las comarcas del Vinalopó, conectando la capital con ciudades como Villena, Elda y Novelda.
- CV-80 Autovía CV-80: Enlaza la A-31 con la A-7, a la altura de Sax y Castalla. No solo conecta estas dos importantes autovías, sino que permite conectar por vía rápida los dos principales polos industriales del interior, Elda y Alcoy.
- N-340: Es la nacional que conectaba antiguamente la ruta Murcia-Valencia por el interior, venida a menos desde la apertura de la A-7, aunque aún conserva muchos tramos que dan acceso a localidades al margen de la autovía. En esta carretera se encuentra el famoso Puerto de la Carrasqueta.
- N-332: Es la nacional que conecta Valencia con Cartagena por la costa. Discurre paralela a la AP-7, incluso permaneciendo junto a la línea de mar incluso en zonas de difícil acceso donde la autopista da rodeos. Atraviesa todas las poblaciones costeras.

### Ferrocarril
Alta Velocidad
Desde junio de 2013 la provincia de Alicante está conectada directamente con Madrid por una línea de alta velocidad a través del servicio comercial de renfe denominado AVE, que discurre por Villena, Albacete y Cuenca. Además de contar con la estación de Alicante-Término, también cuenta con estación en Villena, alejada del recinto urbano que da servicio a las comarcas del norte, y las comarcas del Sur con las estaciones de Orihuela, en el centro de la ciudad y de Elche AV ubicada en la pedanía ilicitana de Matola. 
Vía convencional
La provincia cuenta con tres conexiones de vía convencional de ancho ibérico. La línea que parte de la ciudad de Alicante hacia el norte, consta de un solo carril electrificado, que se bifurca en la pedanía villenense de La Encina en 2 direcciones, Valencia y Madrid. Cuenta con servicio de trenes Euromed, entre Alicante y Valencia-Barcelona, y los Alvia, que conectan Alicante con Madrid. También hay servicio de distintos trenes regionales y de largo recorrido que conectan otros diversos sitios. No hay servicio de cercanías, lo cual ha generalizado el uso del coche en todo el valle del Vinalopó (Villena, Elda, Novelda, Petrer,...) y ha contribuido al desarrollo del transporte en autobús para suplir esta carencia.
La segunda vía es la que discurre desde la ciudad de Alicante en dirección a Elche y Murcia, de un solo sentido y sin electrificar. Ofrece el servicio de Cercanías Alicante-Murcia, que conecta lo que es casi una sucesión urbana continua.
La tercera es un ramal de la línea Valencia-Játiva que llega hasta Alcoy. El tramo Alcoy-Alicante nunca llegó a finalizarse.
Estaciones
Las principales estaciones ferroviarias de ADIF que operan las líneas de Renfe y que están hoy en día en funcionamiento, son las siguientes:
- Estación de Alicante-Término
- Estación de Elda
- Estación de Elche-Parque
- Estación de Elche Alta Velocidad
- Estación de Villena
- Estación de Villena Alta Velocidad
- Estación de Alcoy
- Estación de Orihuela-Miguel Hernández
- Estación de Callosa de Segura
- Estación de La Encina
- Estación de San Vicente Centro

Metropolitano de Alicante

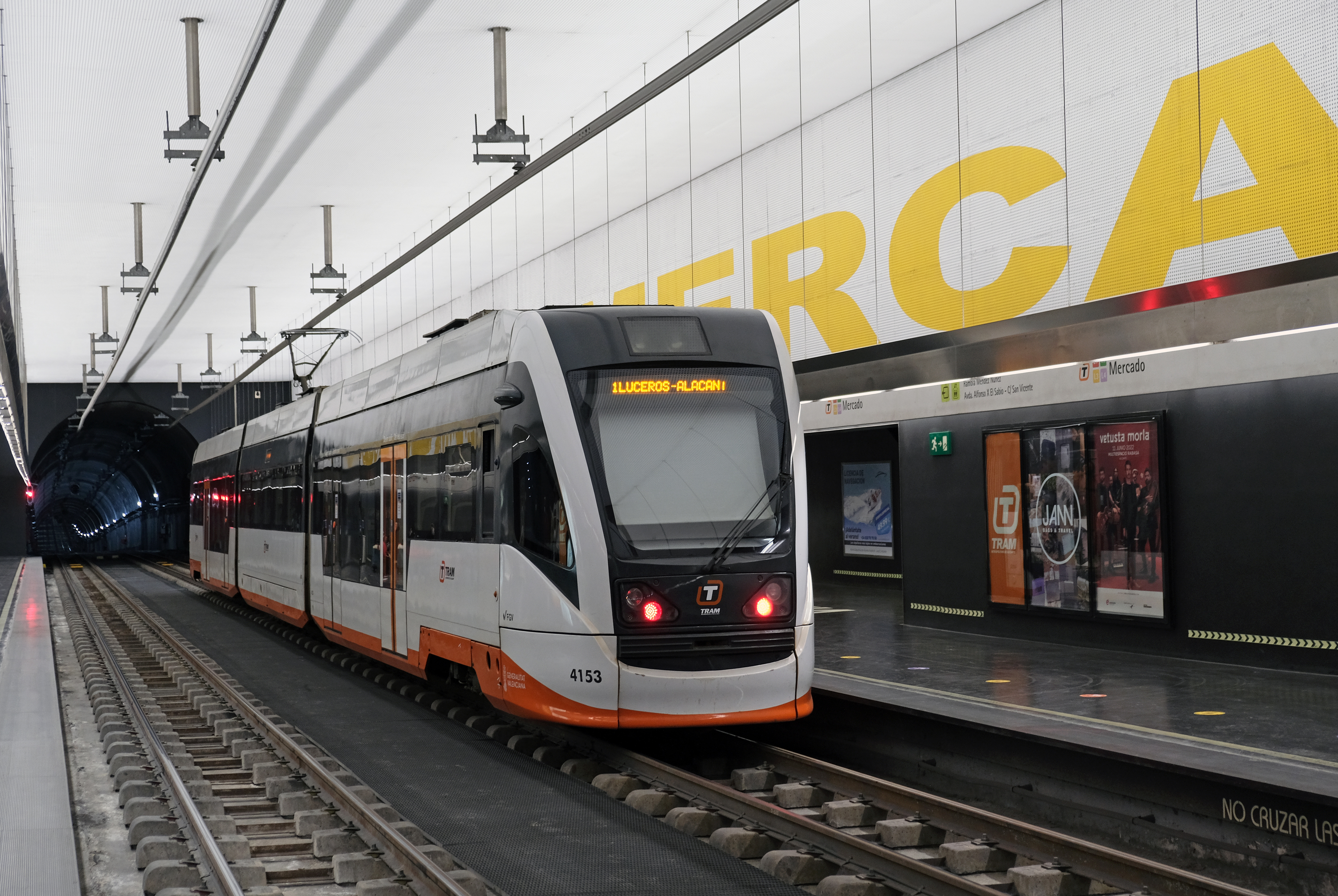
Estación subterránea de Mercado

En 1999 Alicante y su área metropolitana se convertía en la 5.ª ciudad con un servicio de «metro», es decir, transporte urbano ferroviario. Si bien, debido al elevadísimo coste, se ha desarrollado como un metro ligero de vía estrecha, que combina líneas y estaciones subterráneas, con otras líneas y estaciones en superficie, a modo de tranvía, pero circulando por una plataforma propia que consiga una separación entre la plataforma ferroviaria, y las calzadas para vehículos.
Usa la marca comercial TRAM Metropolitano de Alicante, y está operado por la empresa regional FGV.
Este servicio aprovecha así mismo el trazado de vía estrecha que existía entre Alicante y Denia, para ofrecer conexiones directas que enlazan las estaciones del servicio metropolitano con las poblaciones conectadas por esta vía.

#### Puertos

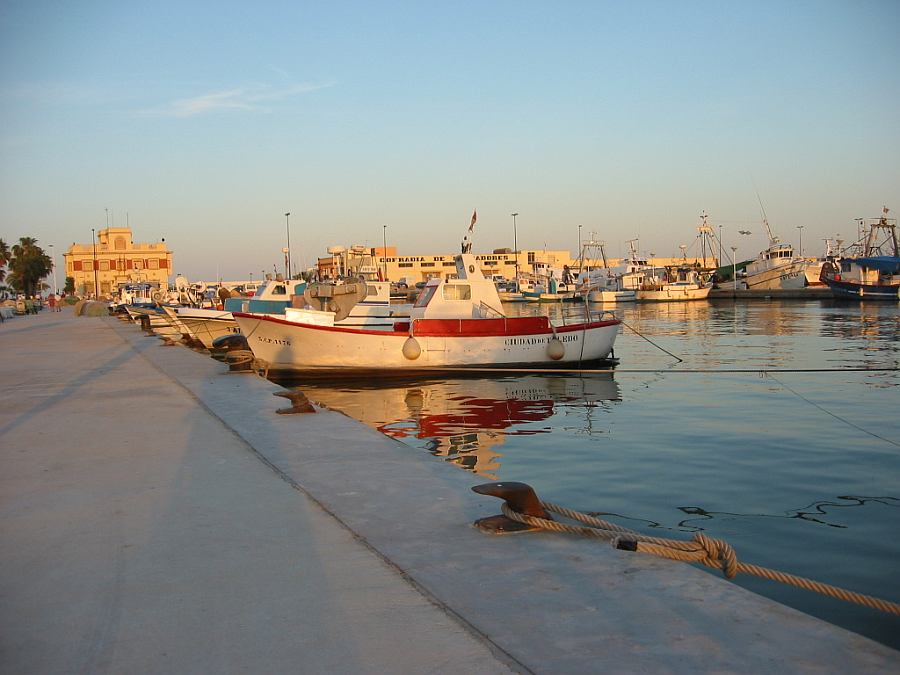
Puerto de Santa Pola

La mayoría de municipios costeros en la provincia de Alicante cuentan con uno o varios puertos en sus costas. De este modo la provincia cuenta con más de 25 puertos, que en su mayoría compatibilizan la actividad de puertos deportivos y puertos pesqueros. No obstante, hay determinados puertos destacables en importancia, ya que son además puertos comerciales, con transporte de mercancías, líneas de pasajeros o estación para cruceros turísticos.
- Puerto de Alicante , , , , , ,  (Línea de pasajeros Alicante-Orán y Argel)
- Puerto de Denia  , ,  (Líneas de pasajeros Denia-Ibiza y Denia-Palma)
- Puerto de Santa Pola , , ,  (Líneas de pasajeros a la Isla de Tabarca)
- Puerto de Torrevieja

(Líneas de pasajeros a la isla de Tabarca), , , 

#### Aeropuertos

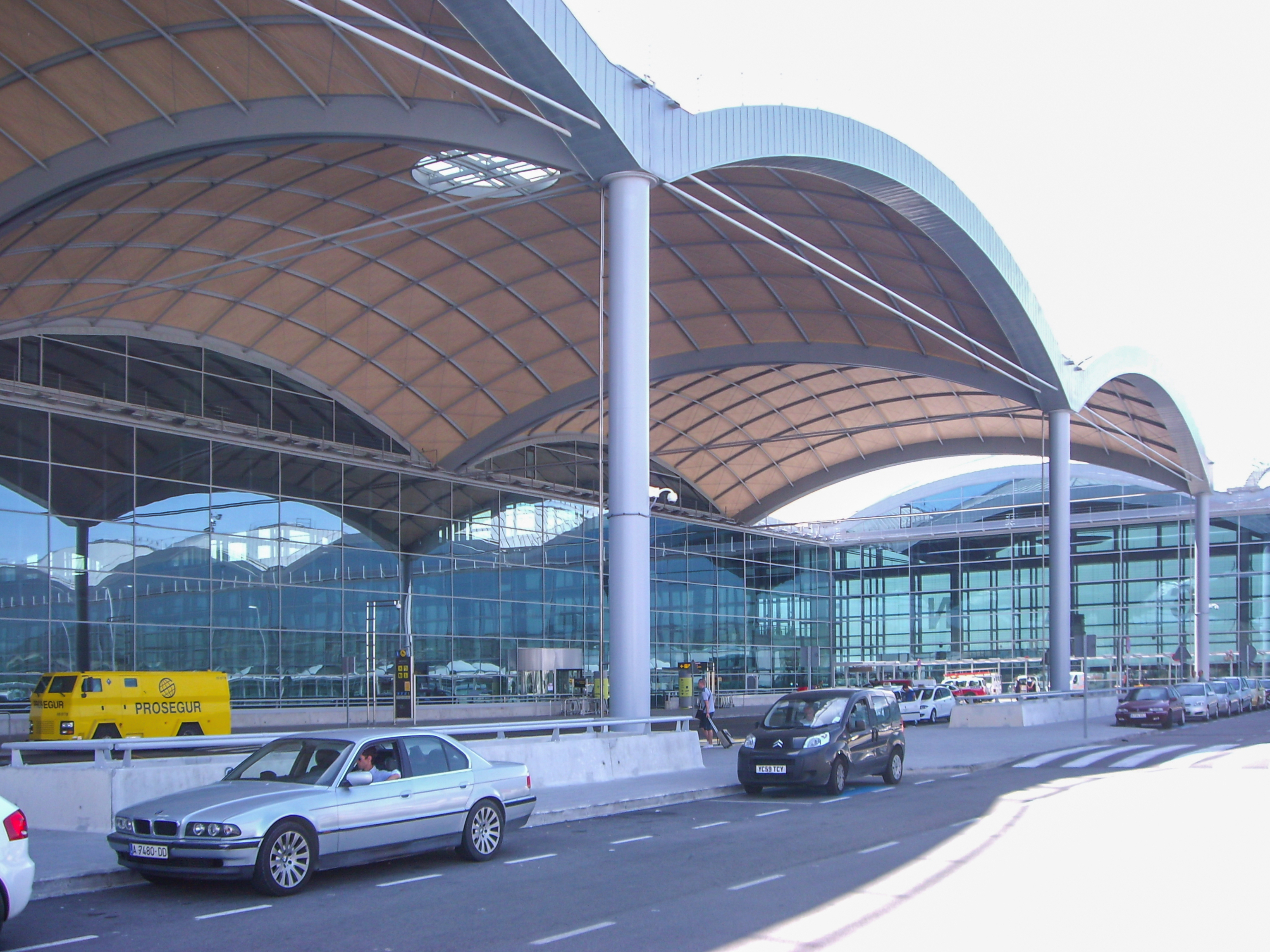
Aeropuerto de Alicante-Elche

El aeropuerto de Alicante-Elche está situado junto a la pedanía ilicitana de El Altet. Fue inaugurado en 1967 con el objetivo de dar entrada al creciente turismo de la Costa Blanca, y en las sucesivas décadas se ha acabado convirtiendo en uno de los principales aeropuertos de la red nacional, el cuarto español de la península por número de pasajeros, con una cifra anual de 14 millones.
El aeropuerto contaba al inicio del siglo XXI con dos terminales cuya capacidad estaba al límite. En el año 2011 se abre una nueva y moderna terminal que duplica la capacidad del mismo. Sumando en un futuro la nueva terminal a las antiguas T1 y T2 hoy inactivas, la capacidad real de pasajeros podría llegar a los 30 millones anuales.
Algunas de las principales compañías que operan en Alicante son Ryanair (que cuenta con una base desde hace años), así como EasyJet. No obstante muchas otras compañías, fundamentalmente low cost, mantienen líneas regulares, siendo las líneas más demandadas las que lo conectan con las principales ciudades de los países de origen del turismo, Reino Unido, Alemania, Países Bajos, Suecia y recientemente, Rusia. También existen conexiones con aeropuertos nacionales (Madrid, Barcelona, Palma,...)
(código IATA: ALC, código OACI: LEAL)

## Cultura

### Fiestas
Moros y Cristianos
Varias de las festividades de la provincia están declaradas de interés turístico internacional. Los Moros y Cristianos son las fiestas más populares de la región, siendo las de Alcoy, las más conocidas y las de Villena, las más participativas (1 de cada 3 habitantes).[cita requerida] Asimismo en Alcoy destaca la Cabalgata de Reyes. Otras fiestas como la Semana Santa de Orihuela, o las Hogueras de San Juan, son fiestas y actos culturales que congregan un gran número de visitantes a las distintas ciudades que las celebran.

La Feria de Todos los Santos de Cocentaina que se celebra el 1 de noviembre fue declarada en abril de 2019 de Interés Turístico Internacional.

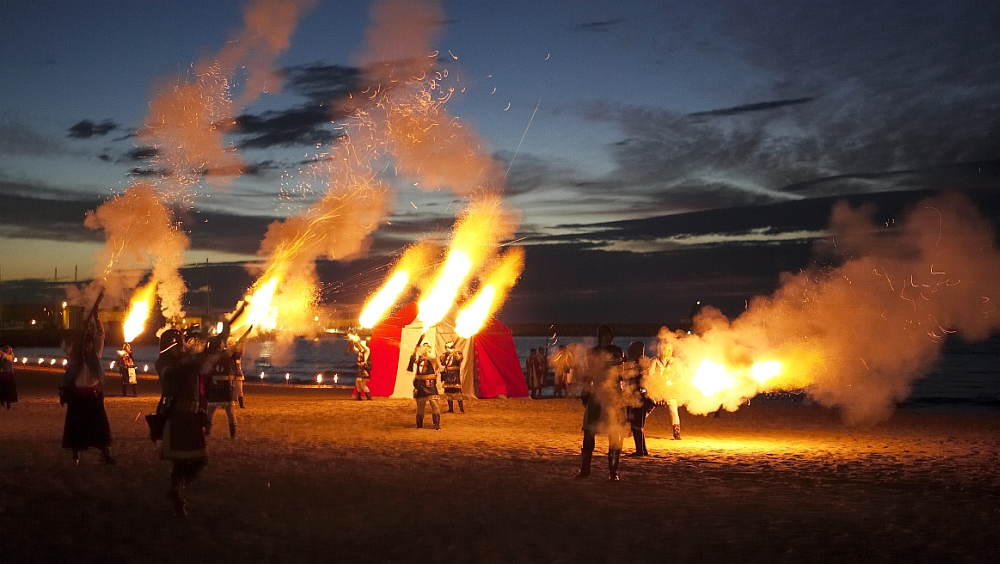
Desembarco en Campello

Las fiestas de Moros y Cristianos son las más representativas de la provincia, puesto que son las que se dan en un mayor número de municipios, y las que cuentan a nivel general con un mayor arraigo y participación popular. Estas fiestas, en muchas localidades declaradas de interés turístico nacional e internacional, conmemoran la época de la Reconquista, cuando los cristianos recuperaron estas tierras de su dominación mahometana.
Durante estas fiestas se llevan a cabo diferentes actos, tales como las embajadas mora y cristiana, los asaltos al castillo, batallas de arcabucería, o en algunos sitios costeros, incluso desembarcos marítimos. El acto principal de estas fiestas suelen ser desfiles a modo de pasacalles, en los que las comparsas de ambos bandos desfilan acompañadas de bandas de música, al son de las muy conocidas majestuosas marchas moras o triunfales marchas cristianas.
Estas celebraciones se vienen celebrando en muchas ciudades desde casi la propia época medieval. Las actuales celebraciones, a modo de desfiles perpetrados por comparsas, tienen varios siglos de antigüedad, aunque no en todas las poblaciones se comenzaron a organizar al mismo tiempo de forma oficial, o fueron interrumpidas por motivo de guerras u otros inconvenientes del pasado. Las más relevantes por participación o singularidad son las siguientes:
- Moros y Cristianos de Alcoy
- Moros y Cristianos de San Vicente del Raspeig
- Moros y Cristianos de Petrel
- Moros y Cristianos de Elda
- Moros y Cristianos de San Blas
- Moros y Cristianos de Villajoyosa
- Moros y Cristianos de Cocentaina
- Moros y Cristianos de Elche
- Moros y Cristianos de Villena
- Moros y Cristianos de Ibi

Otras celebraciones notables son las de Orihuela, Callosa de Segura, Monforte del Cid, Crevillente, Bañeres, Campello, Novelda, Biar o Muro.
Hogueras y Fallas

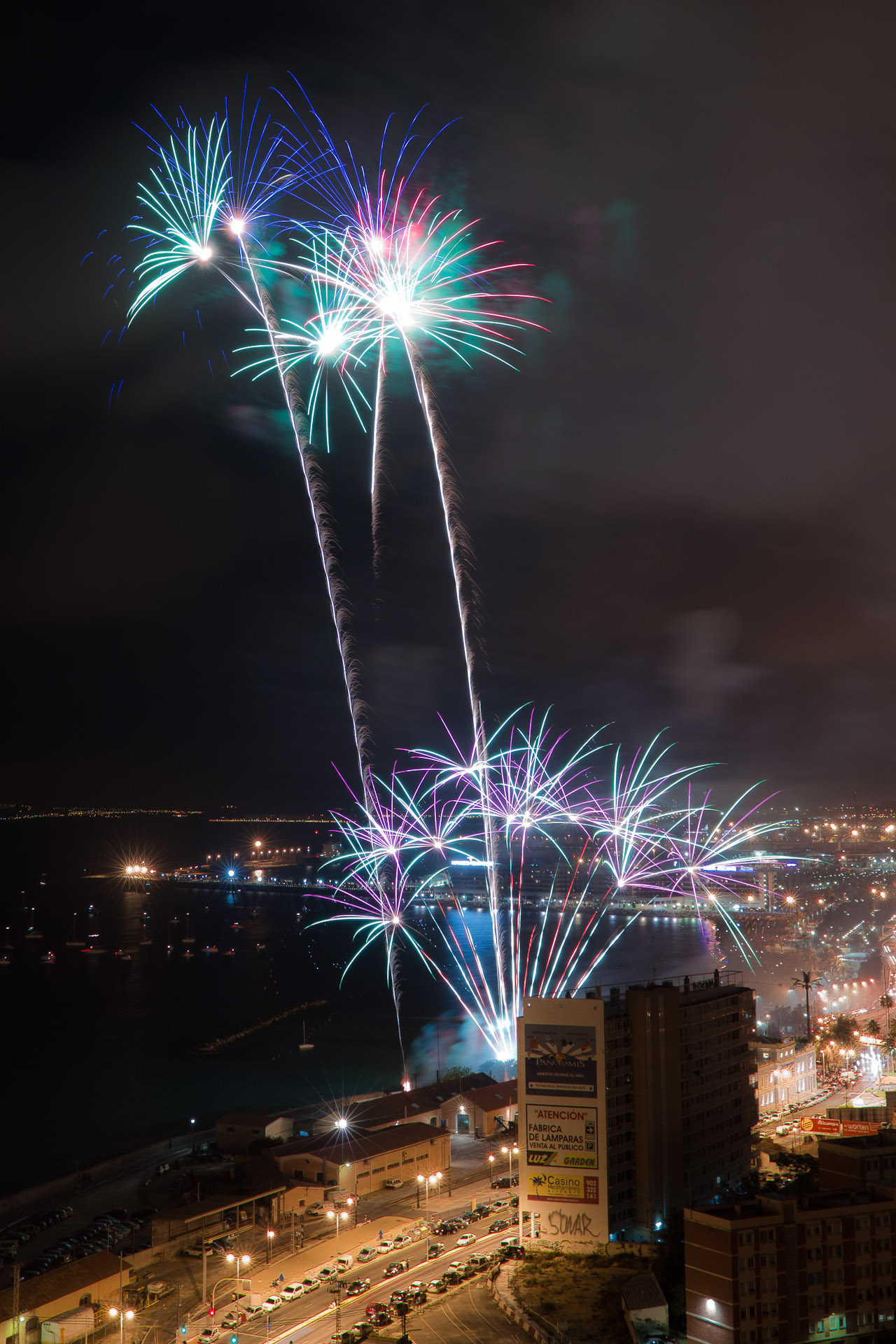
Pirotecnia durante las Hogueras

Tanto las Hogueras de San Juan como las Fallas, son unas celebraciones de origen pagano y prehistórico, que consisten en una celebración nocturna en la que se queman piras de fuego, con maderas u objetos viejos. Estos fuegos se hacían tradicionalmente para conmemorar los distintos ciclos estacionales del calendario solar. De este modo, generalmente las fallas conmemoran el equinoccio de primavera, y las hogueras el solsticio de verano. La fiesta se cristianizó, adaptando las fechas a patronos importantes próximos a esas fechas, tales como San José (19 de marzo) y San Juan (24 de junio). Hay casos que difieren, como Elda, que se celebran como despedida del verano.
Todas estas fiestas tienen unos rasgos principales, como es la construcción de monumentos de madera y cartón, que siguen un lema y una temática. Generalmente siguen una crítica satírica sobre temas y personajes de actualidad. Los monumentos son quemados la última noche de la fiesta. Son celebraciones que vienen acompañadas de pólvora y pirotecnia, siendo un ejemplo de ello las mascletás.
Se celebran hogueras en los municipios de Alicante, Benidorm, Guardamar del Segura, Jávea, San Juan de Alicante, San Vicente del Raspeig y Torrevieja. Se celebran fallas en los municipios de Benidorm, Calpe, Denia, Elda, Onil y Pego. Las Hogueras de San Juan en Alicante son fiestas de interés turístico internacional. 
Semana Santa

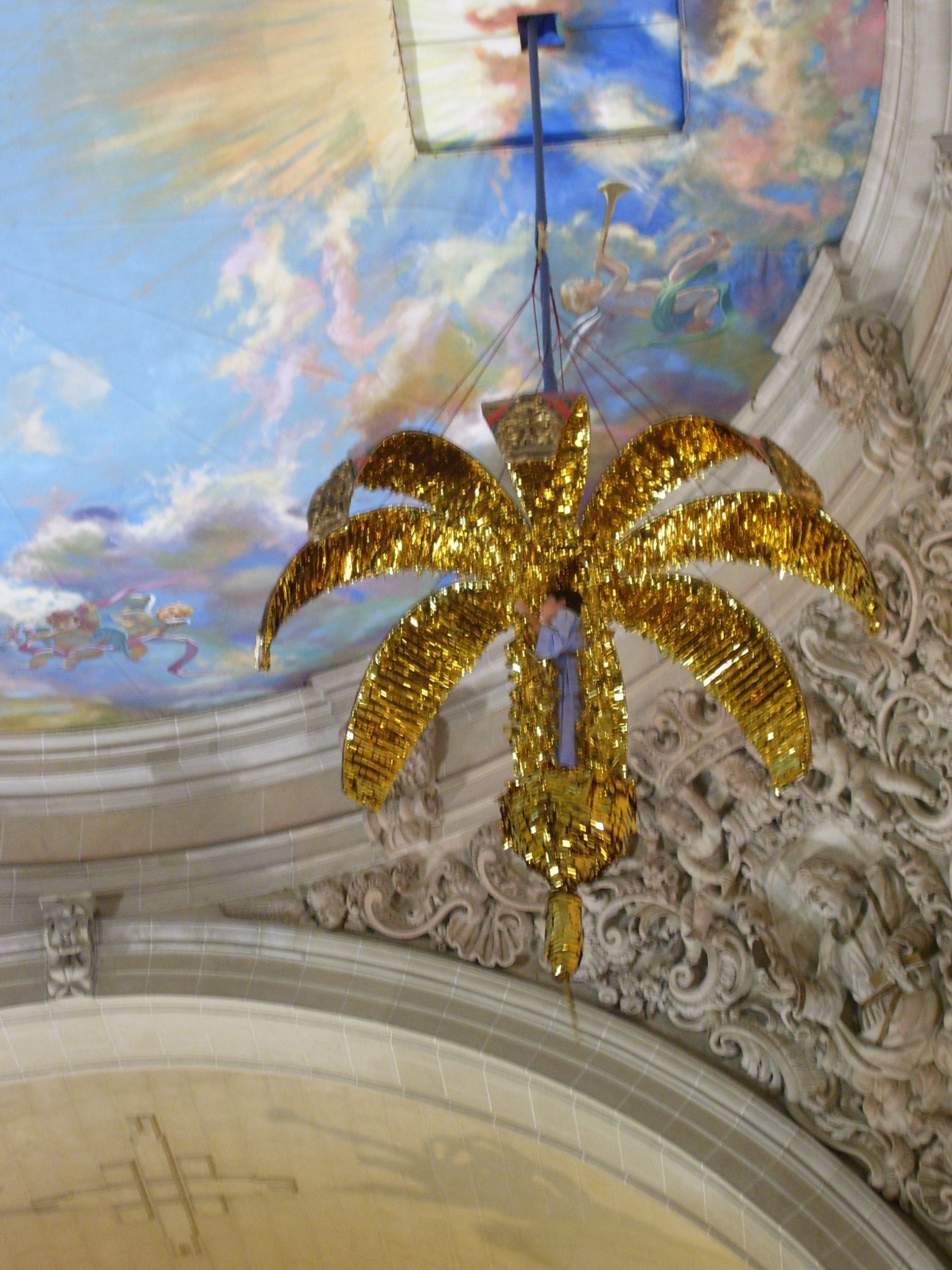
Misterio de Elche

La Semana Santa se celebra con mayor o menor popularidad en todas las ciudades. Sin embargo, por la singularidad de sus actos, tallas o procesiones, algunas de ellas han sido declaradas de interés turístico internacional. Las más relevantes son:
- Semana Santa en Alicante
- Semana Santa de Orihuela
- Semana Santa de Crevillente
- Semana Santa de Elche
- Semana Santa de Callosa de Segura

Misterio de Elche
El Misterio de Elche es una dramatización teatral que conmemora la consagración religiosa de la Virgen María. Es un acto único en el mundo, que viene celebrándose desde su origen medieval. Recibió una bula papal para poder desarrollarse dentro de un templo como obra teatral que es. Dada su importancia, fue catalogada como Obra Maestra del Patrimonio Oral e Intangible de la Humanidad. Se celebra los días 14 y 15 de agosto en la Basílica de Santa María de Elche.
Romería de Santa Faz
La Romería de Santa Faz es una romería de ocho kilómetros, con cinco siglos de antigüedad, que comienza en la Concatedral de San Nicolás (la religiosa) o el Ayuntamiento (cívica) y termina en el Monasterio de la Santa Faz donde se venera a la Santa Faz, un relicario que contiene un trozo de tela con las marcas de la faz de Cristo. Esta reliquia fue traída por el sacerdote de San Juan, Mosén Pedro Mena en el siglo XV. Se celebra el segundo jueves después de Semana Santa, y suelen participar más de 300 000 personas, siendo la segunda romería más importante de España, por detrás de la del Rocío.

### Patrimonio

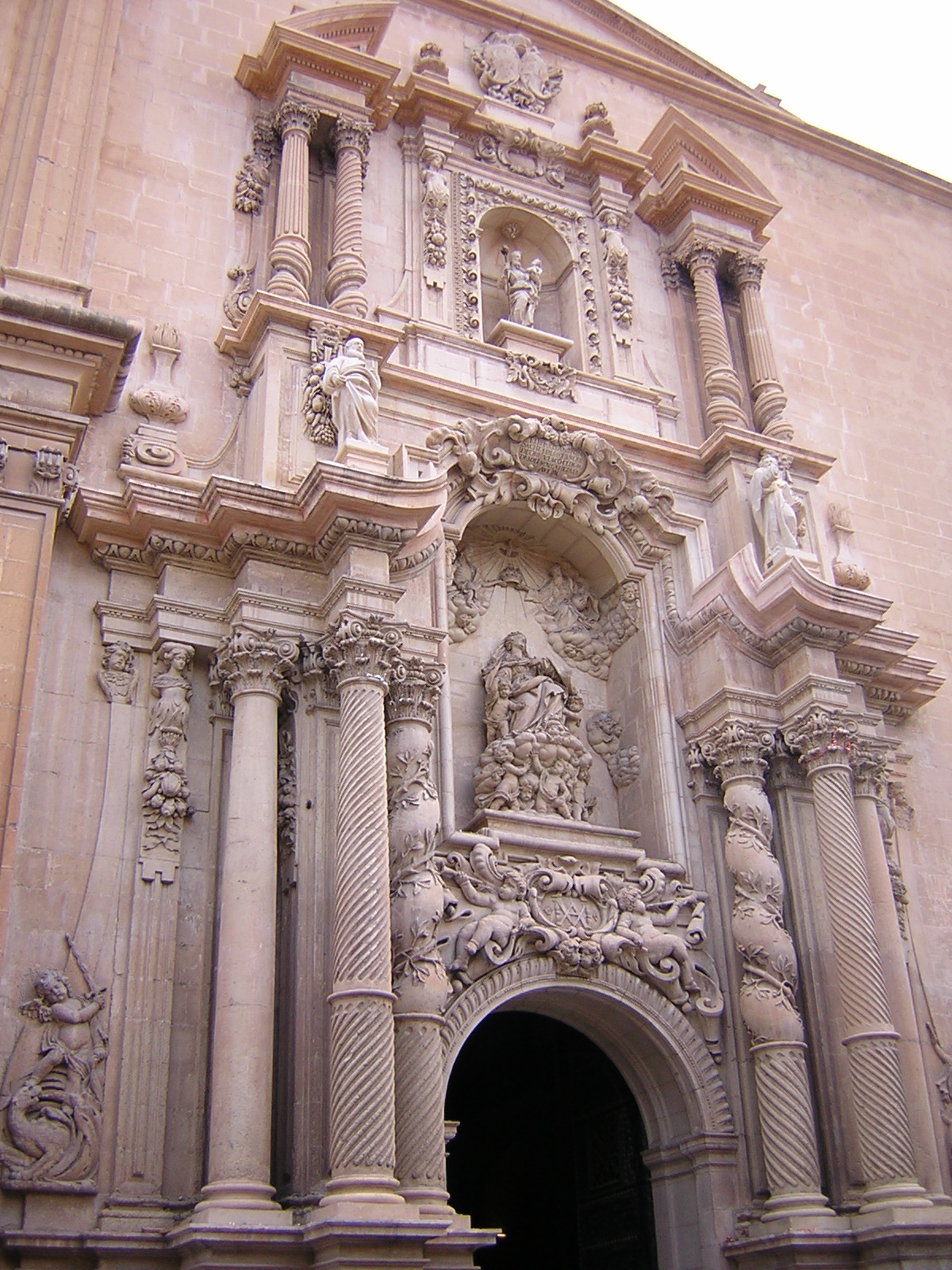
Basílica de Elche

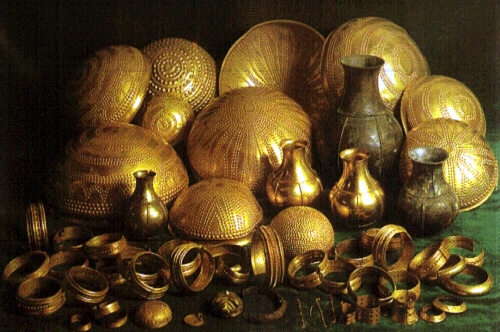
Tesoro de Villena, el más antiguo e importante conjunto áureo de la Europa Occidental

### Museos

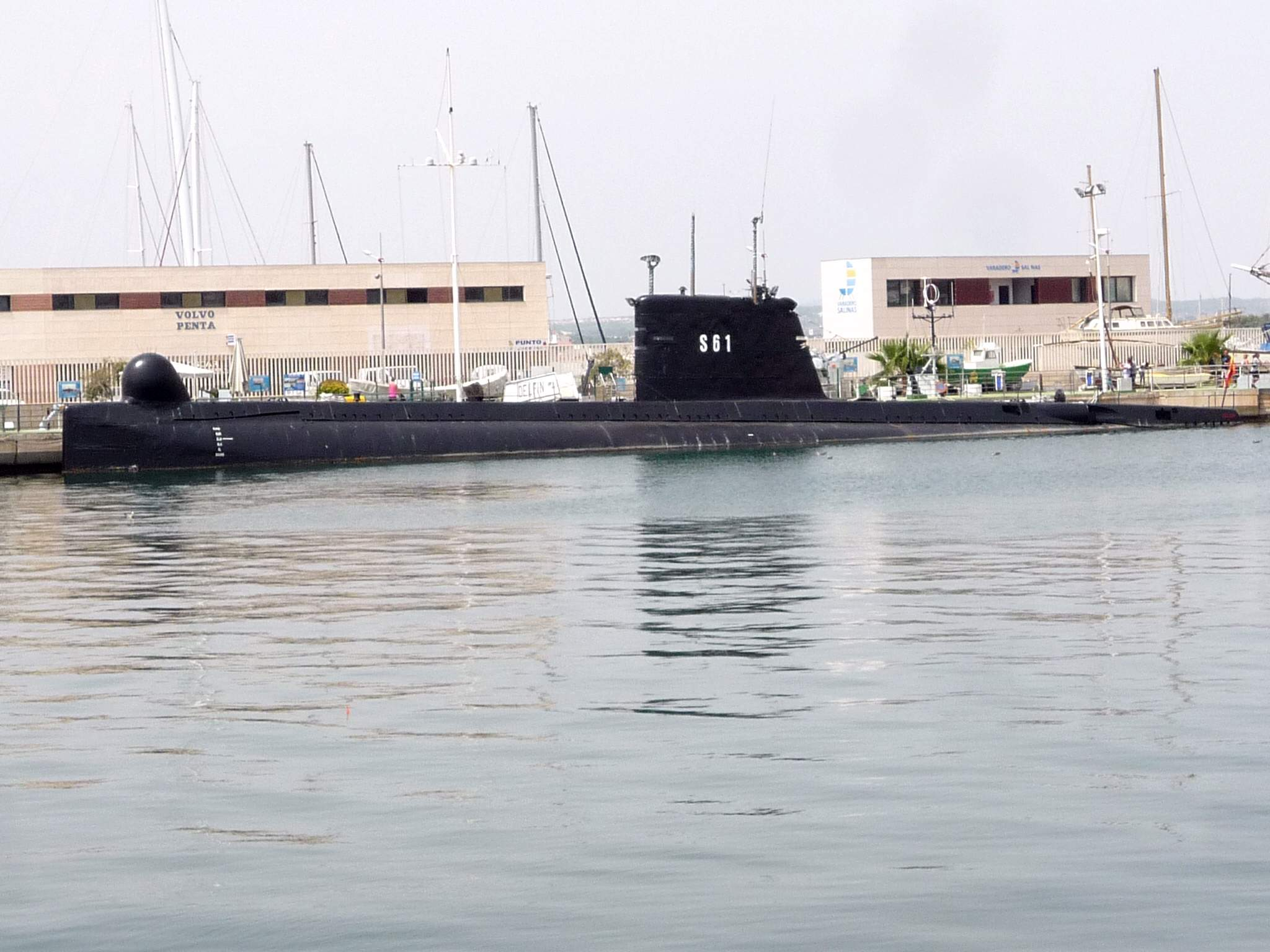
El submarino Delfín (S-61), preservado como buque museo en Torrevieja, convirtiéndose así en el primer «museo flotante» de estas características en España. Forma parte del Museo del Mar y de la Sal

- MARQ - Museo Arqueológico Provincial de Alicante
- MACA - Museo de Arte Contemporáneo de Alicante
- MUBAG - Museo de Bellas Artes Gravina
- MAHE - Museo Arqueológico y de Historia de Elche
- Museo del Mar y de la Sal
- Museo del Calzado de Elda
- Museo Casa de los Reyes Magos, Ibi.[11]
- Museo del Juguete de Ibi
- Museo del videojuego Arcade Vintage de Ibi.[12]
- MAF - Museu Alcoià de la Festa, de Alcoy.
- Museo arqueológico Camil Visedo de Alcoy
- MUBOMA - Museo de Bomberos del Consorcio Provincial de Alicante, en Alcoy.
- Museo de la Muñeca, Onil.[13]
- Museo arqueológico de Villena, que alberga el Tesoro de Villena
- Museo del Papel de Bañeres.[14]
- Museo del chocolate de Villajoyosa en el que se puede ver la historia del chocolate en la región.
- Museo del Helado de San Vicente del Raspeig: es el único museo del helado de la provincia de Alicante.
- Museo del Turrón de Jijona.[15]
- Museo de Alfarería, Agost.

### Idiomas
Español y valenciano son los dos idiomas oficiales en la provincia de Alicante, como ocurre en el resto de la Comunidad Valenciana. 
El valenciano fue lengua general de todo el territorio de la actual provincia, a excepción de la comarca de Villena, históricamente castellanohablante y solo incorporada a territorio valenciano a partir de la división provincial de 1833. El proceso de castellanización comienza sobre todo a partir de la expulsión de los moriscos de 1609. Tal fecha marca el punto de partida de la castellanización de la Vega Baja, acentuada tras las epidemias de peste de 1648. En el caso de Aspe, la villa quedó prácticamente despoblada tras la expulsión y fue repoblada por habitantes provenientes de Castilla, especialmente de Torrijos, razón por la cual el castellano se hizo de forma posterior lengua general de la población . 
Toda la provincia es oficialmente de predominio valenciano-hablante a excepción de algunos municipios. Son castellano-parlantes la Vega Baja del Segura, a excepción de Guardamar, y algunos municipios del valle del Vinalopó: Aspe, Elda, Monforte del Cid, Salinas, Sax y Villena. Sin embargo, durante el siglo XX se ha alterado la situación lingüística en favor del castellano, que se habla mayoritariamente en Alicante y Elche.

### Deporte
Desde 1980 se entregan anualmente los Premios Deportivos Provinciales de la Diputación de Alicante a los mejores deportistas, técnicos y clubes provinciales por los méritos contraídos durante el año anterior.

#### Fútbol
En la provincia hay un grupo de cinco clubes decanos que fueron fundados entre los años 1918 y 1928, que son tanto por antigüedad como por palmarés, los más relevantes.
Tres de ellos han jugado en Primera División:
- Elche CF (22)
- Hércules de Alicante CF (20)
- CD Alcoyano (4)

Otros tres clubes han disputado temporadas en la Segunda División:
- Alicante CF(5)
- CD Eldense(5)
- Orihuela Deportiva CF (2)

Hay muchos otros equipos importantes e históricos en la provincia, aunque algunos de ellos están o han estado inmersos en procesos de disolución. Algunos de los importantes que han permanecido siempre en categorías inferiores a 1.ª y 2.ª división, son tales como: Novelda CF, FC Torrevieja, Villajoyosa CF, CD Benidorm, Orihuela CF, o CD Denia.

#### Baloncesto
El Club Baloncesto Lucentum de Alicante es el club de baloncesto más importante de la provincia y ha disputado 10 temporadas en la ACB. Además, el CB Calpe llegó a disputar en 2 temporadas la LEB Oro y fue campeón en 1998 de la Liga EBA

#### Balonmano
Masculino
- El Club Balonmano Altea estuvo jugando en Liga ASOBAL durante varias temporadas, hasta que desapareció en 2008 por la crisis económica.

- Club Balonmano Torrevieja
- Club Balonmano Almoradí
- Club Balonmano Benidorm
- Club Balonmano Agustinos Alicante

Femenino
- BM Elda Prestigio
- BM Mar Alicante
- CBF Monóvar
- Club Balonmano Agustinos Alicante
- Club Balonmano Elche

#### Fútbol sala
La sección de fútbol sala del Elche CF es el primer equipo de la provincia en militar en la Primera División de LNFS debutando en la temporada 15/16

### Gastronomía

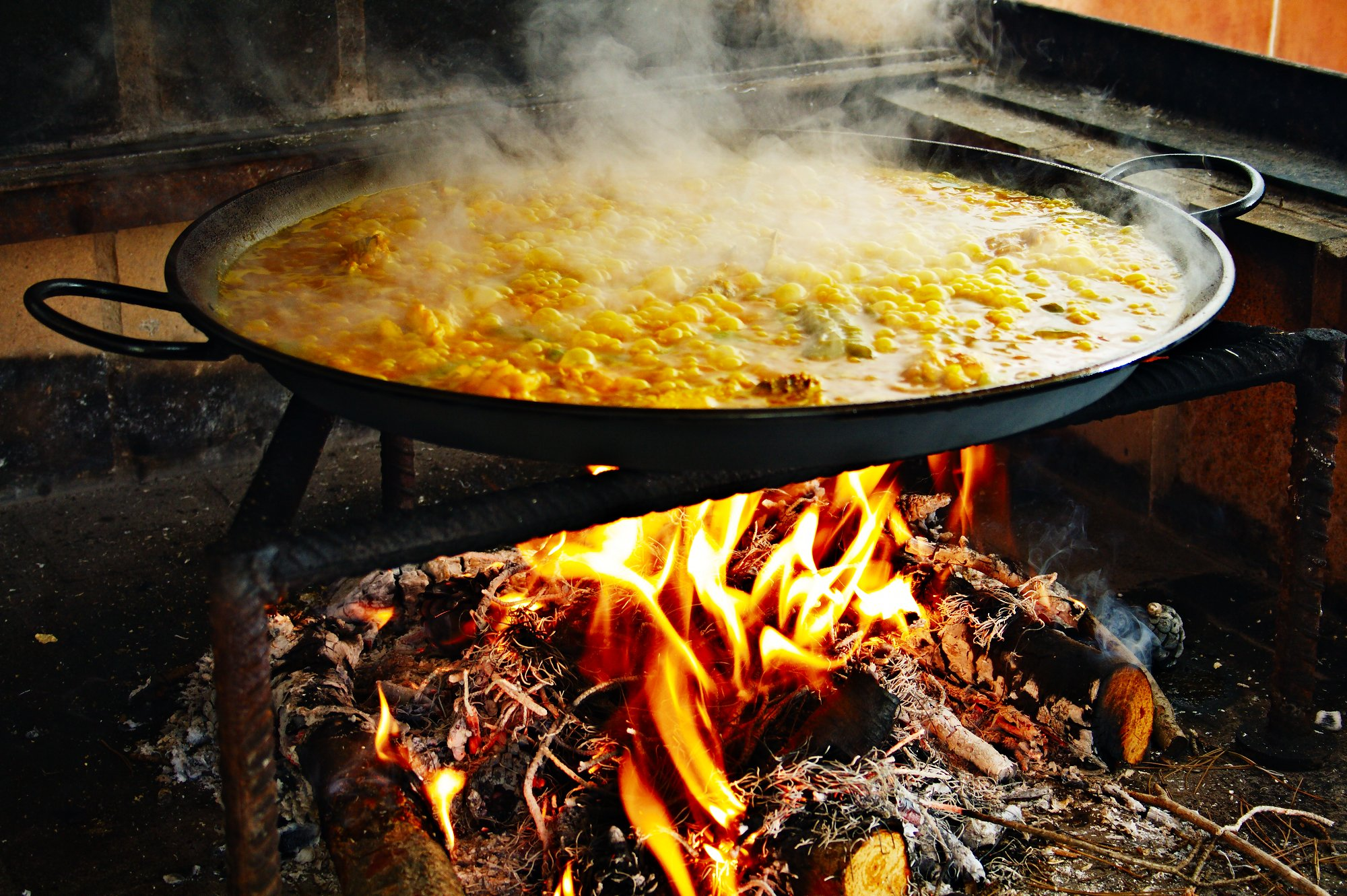
Paella al fuego

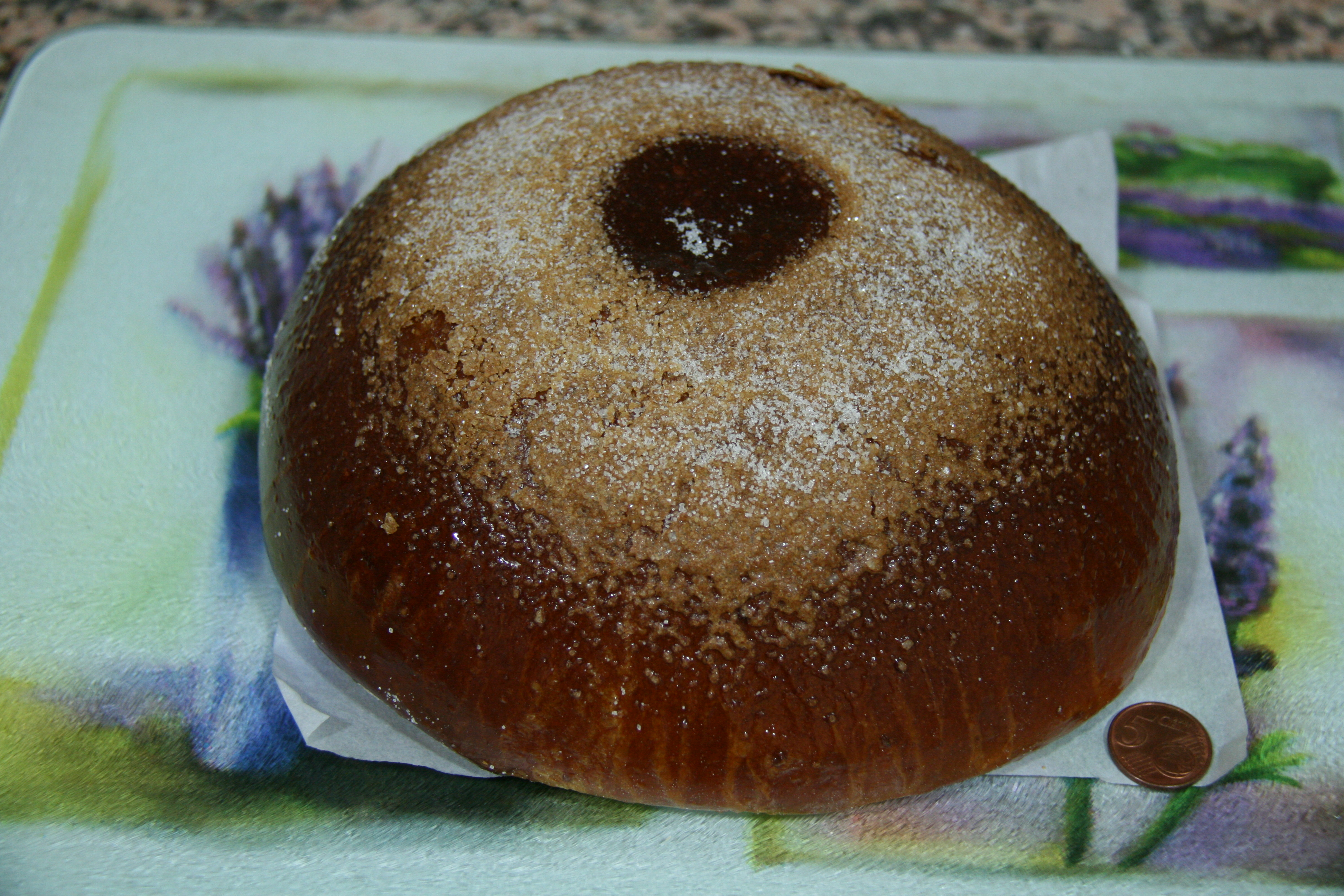
Toña alicantina

El conjunto de costumbres culinarias de la provincia tiene tres pilares básicos: los productos de la huerta, los productos del mar y piezas cárnicas menores.
Una de las bases de esta cocina es el arroz. La paella es universal, y así mismo se dan todo tipo de arroces. En el interior, más típicos con conejo en el valle del Vinalopó, de hortalizas o el arroz con costra, tradicional de Orihuela por lo que es habitual en la Vega Baja y las ciudades de Elche y Pego. En zonas costeras son típicos con todo tipo de pescados y mariscos, como por ejemplo el arroz a banda, el arroz del senyoret o el caldero. Propio de la capital y su comarca es la paella alicantina o arroz a la alicantina, que consiste en una variación local de la paella valenciana en la que la legumbre se cambia garrofón por garbanzo, la verdura se cambia bajoca por pimiento y en el sofrito se cambia el pimentón por la ñora. Las amplias zonas de huerta con las que cuenta la provincia hacen que las frutas de verano y las hortalizas de todo tipo sean muy consumidas y adaptadas a todo tipo de guisos.
La multitud de puertos pesqueros con los que cuenta la Costa Blanca, dan a los pescados y mariscos una importancia vital en la zona. Sardina, mújol, dorada, lubina, salmonete o atún rojo, son de los más demandados. Así mismo, la gamba roja, el langostino, la cigala, el mejillón o la tellina, sirven para gran cantidad de platos. Es muy común también el pescado en salazón, mojama, hueva, sardina, caballa, o bonito son muy consumidos desecados.
Las carnes más consumidas son las de animales de corral, cerdo, cordero, pollo, conejo o perdiz. Son muy típicas las parrilladas de cordero a la brasa, sobre todo en pascuas, y todo tipo de guisos con conejo y pollo. En algunas zonas como Villena o Pinoso, es famosa la producción de embutidos, sobre todo de longaniza y guarra (embutido similar a la chistorra). Son típicos también los cocidos con pelotas.
Son famosos algunos platos hechos a base de harinas y cereales, como los gazpachos (un guiso a base de tortas de pan ácimo), las farinetas, o la gachamiga.
En la repostería hay una amplia variedad de productos, tanto salados como dulces. Como dulce alicantino por excelencia están los turrones de Jijona y Alicante, así como la producción artesana de helados y chocolate. La toña, una especie de bizcocho de pan redondo y dulce, es un producto casi obligatorio en los desayunos de la zona. En las comarcas del sur son muy populares los pasteles de carne, y en general son típicos toda variedad de tortas, cocas y empanadas, acompañadas con ingredientes como sardina salada, verduras, pisto, atún, patata, etc.
Como bebidas hay que destacar la producción de vinos, blancos en la Marina Alta y tintos en el Vinalopó. Son muy típicos también los granizados, tales como el agua limón, el agua cebada o la horchata.